# Liste der Biografien/Simo
Liste der Biografien |
Portal Biografien |
Personensuche
# |
A |
B |
C |
D |
E |
F |
G |
H |
I |
J |
K |
L |
M |
N |
O |
P |
Q |
R |
S |
T |
U |
V |
W |
X |
Y |
Z |
?
 
Sa |
Sb |
Sc |
Sd |
Se |
Sf |
Sg |
Sh |
Si |
Sj |
Sk |
Sl |
Sm |
Sn |
So |
Sp |
Sq |
Sr |
Ss |
St |
Su |
Sv |
Sw |
Sy |
Sz
 
Sia |
Sib |
Sic |
Sid |
Sie |
Sif |
Sig |
Sih |
Sii |
Sij |
Sik |
Sil |
Sim |
Sin |
Sio |
Sip |
Siq |
Sir |
Sis |
Sit |
Siu |
Siv |
Siw |
Six |
Siy |
Siz
 
Sima |
Simb |
Simc |
Sime |
Simg |
Simh |
Simi |
Simj |
Simk |
Siml |
Simm |
Simn |
Simo |
Simp |
Simr |
Sims |
Simt |
Simu |
Simw |
Simz
Die Liste der Biografien führt alle Personen auf, die in der deutschsprachigen Wikipedia einen Artikel haben. Dieses ist eine Teilliste mit 962 Einträgen von Personen, deren Namen mit den Buchstaben „Simo“ beginnt.

## Simo
- Simó Damirón, Francisco (1908–1992), dominikanischer Pianist und Komponist
- Simo, Augustine (* 1978), kamerunischer Fußballspieler
- Simó, Carles (* 1946), spanischer Mathematiker
- Simo, Fidji (* 1985), französischer ManagerFidji Simo (* 1985)

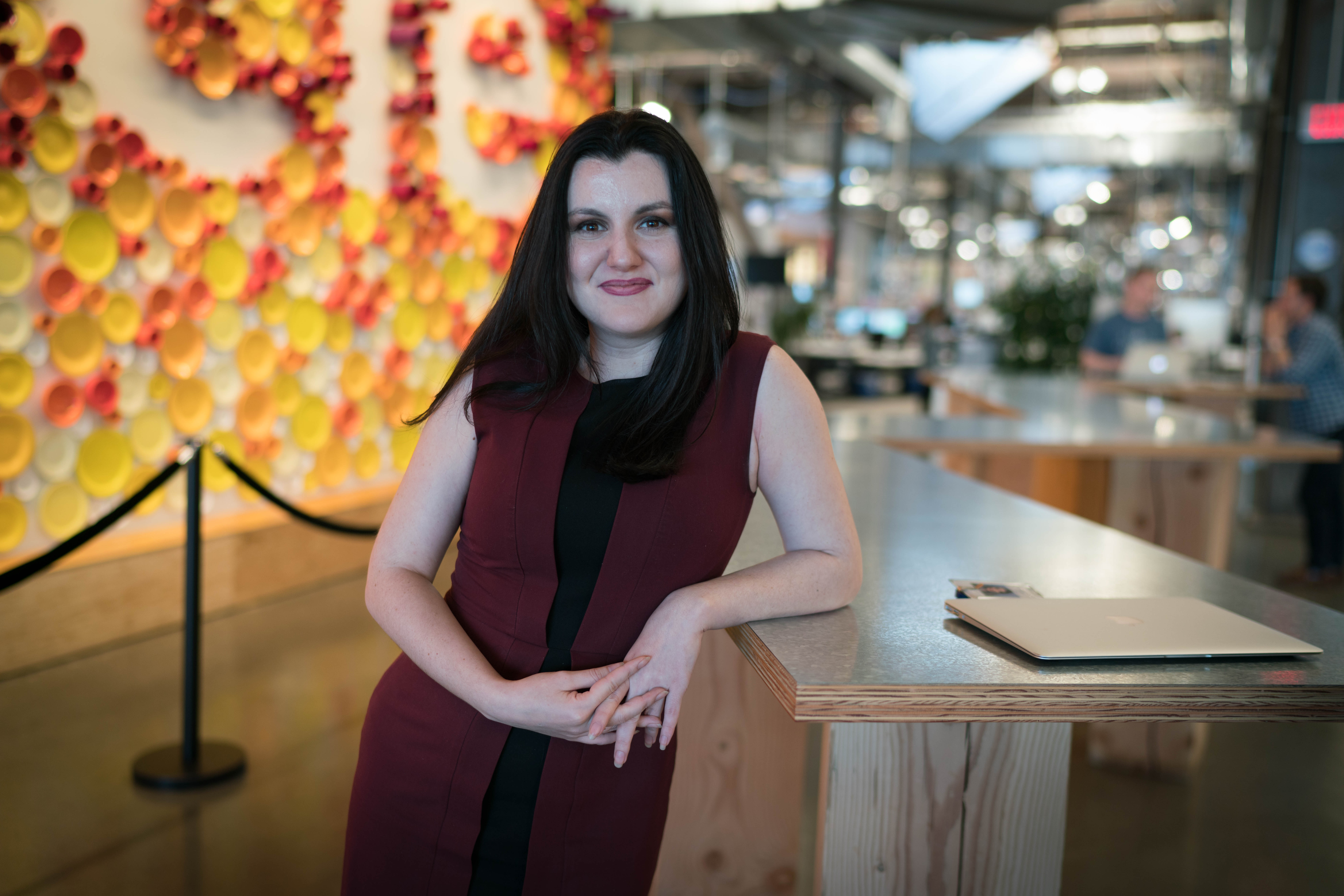
Fidji Simo (* 1985)

- Simo, Gabriel (1937–2017), kamerunischer Geistlicher und römisch-katholischer Weihbischof in Bafoussam
- Simó, Manuel (1916–1988), dominikanischer Komponist, Dirigent und Musikpädagoge
- Simo, Savannah (* 1998), US-amerikanische Beachvolleyballspielerin

### Simoc
- Šimočko, Dušan (* 1983), slowakischer Biathlet

### Simoe
- Simoen, Jan (* 1953), belgischer Fußballspieler
- Simoën, Lucien, französischer Jazzmusiker
- Simões de Lacerda, Leonardo Renan (* 1988), brasilianischer Fußballspieler
- Simões, Aniceto (* 1945), portugiesischer Langstrecken- und Hindernisläufer
- Simões, António (* 1943), portugiesischer Fußballspieler
- Simões, Bruno (1971–2012), portugiesischer Schauspieler
- Simões, Delfina Fátima da Costa, osttimoresische Politikerin
- Simões, Francisco (* 1946), portugiesischer Bildhauer und Zeichner
- Simões, João (* 2007), portugiesischer Fußballspieler
- Simões, João Gaspar (1903–1987), portugiesischer Schriftsteller
- Simões, José, portugiesischer Zimmerermeister
- Simões, Lidia (1912–1985), brasilianische Pianistin
- Simões, Neide (* 1988), portugiesische Fußballspielerin
- Simões, Rui (* 1944), portugiesischer Regisseur, Produzent und Hochschullehrer

### Simog
- Simogun, Veronica (* 1962), papua-neuguineische Aktivistin gegen geschlechtsspezifische Gewalt

### Simoj
- Simojoki, Henrik (* 1975), deutscher evangelischer Theologe und Religionspädagoge

### Simol
- Simola, Seija (1944–2017), finnische Sängerin
- Simola, Ville (* 1987), finnischer Biathlet
- Simoleit, Herbert (1908–1944), deutscher Priester und Widerstandskämpfer
- Simolin, Alexander von (1788–1866), preußischer Generalmajor, Kommandeur der 2. Kavallerie-Brigade

### Simon
- Simon († 135 v. Chr.), jüdischer Widerstandskämpfer, Ethnarch und Hoherpriester von Judäa, Stratege des Seleukidenreiches
- Simon (Bischof, Ross), schottischer Geistlicher
- Simon (Bischof, Dunblane), schottischer Geistlicher
- Simon († 1233), Herr von Joinville und Seneschall von Champagne
- Simon († 1248), schottischer Geistlicher
- Simon († 1248), deutscher Benediktinerabt
- Simon (1093–1105), Herrscher von Sizilien und ältester Sohn Rogers I.
- Simon, englischer Adliger

##### Simon A
- Simon August (1727–1782), Graf von Lippe

##### Simon B
- Simon bar Sabbae († 344), Bischof, Märtyrer und Heiliger
- Simon ben Boethos, Hoherpriester in Jerusalemer Tempel
- Simon ben Pazzi, jüdischer Gelehrter (Amoräer)

##### Simon D
- Simon d’Armentières († 1297), Kardinal der Katholischen Kirche
- Simon de Hesdin († 1383), mittelalterlicher Ordensmann und Übersetzer
- Simon de Melun († 1302), Herr von La Loupe und Marcheville, Marschall von Frankreich
- Simon de Montfort, 5. Earl of Leicester († 1218), Anführer des Albigenserkreuzzugs
- Simon de Montfort, 6. Earl of Leicester († 1265), englischer MagnatSimon de Montfort, 6. Earl of Leicester († 1265)

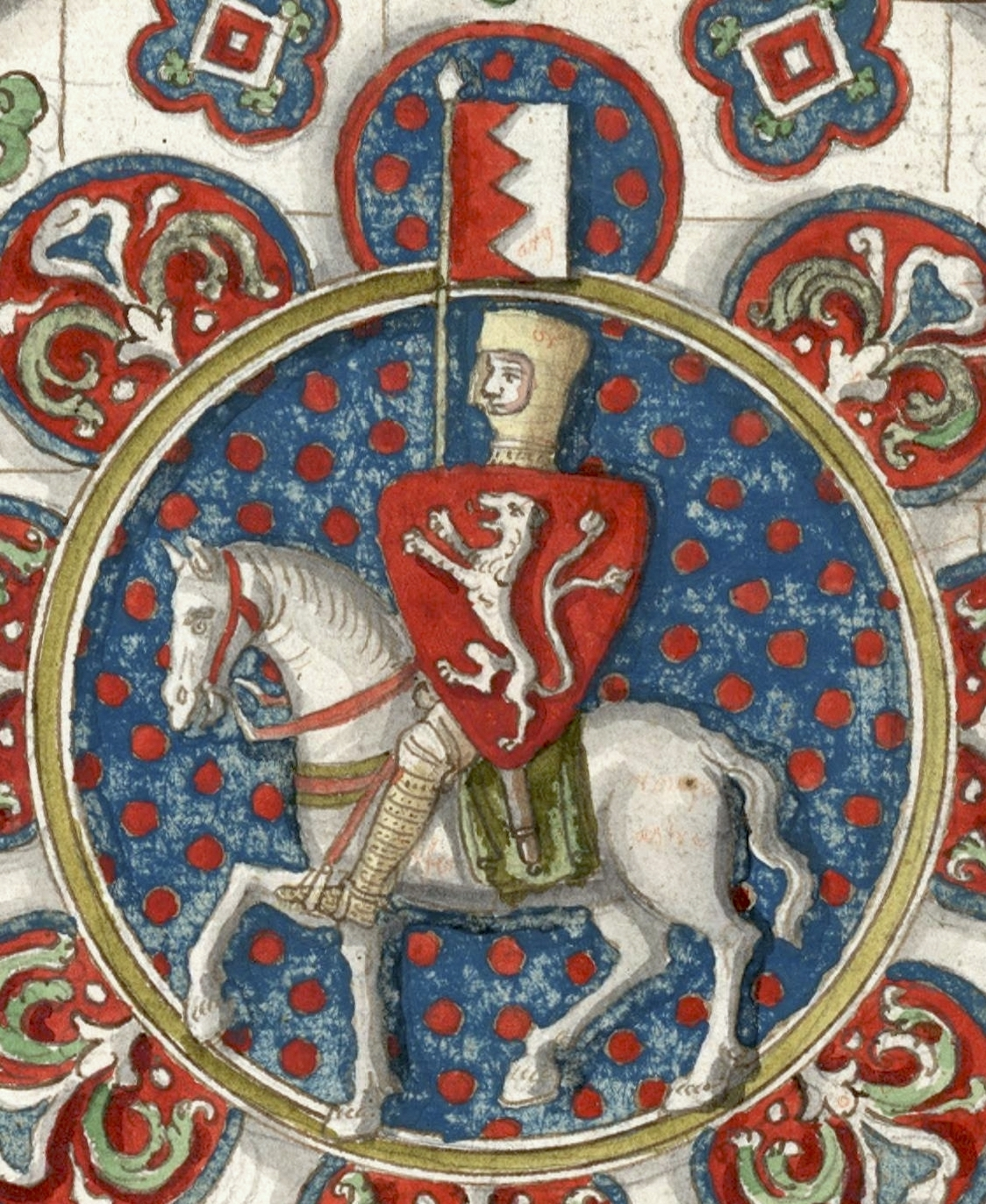
Simon de Montfort, 6. Earl of Leicester († 1265)

- Simon Dominic (* 1984), südkoreanischer Hip-Hop Künstler

##### Simon G
- Simon Ghent († 1315), englischer Geistlicher

##### Simon H
- Simon Heinrich (1649–1697), Graf zu Lippe
- Simon Henrich Adolph (1694–1734), Graf von Lippe-Detmold

##### Simon I
- Simon I., Graf von Saarbrücken
- Simon I. († 1139), Herzog von Oberlothringen
- Simon I. († 1202), Graf von Tecklenburg (1156–1202)
- Simon I. († 1264), Graf der vorderen Grafschaft Sponheim
- Simon I. († 1344), Landesherr der Herrschaft Lippe (1273–1344)
- Simon I. de Senlis, Earl of Northampton, Earl of Huntingdon
- Simon I. von Lilienfeld († 1542), 37. Abt von Stift Lilienfeld
- Simon I. von Montfort († 1087), Herr von Montfort l'Amaury
- Simon I. von Paderborn († 1277), Bischof von Paderborn
- Simon II., Graf von Saarbrücken
- Simon II., Graf von Zweibrücken
- Simon II. (1140–1206), Herzog von Lothringen
- Simon II. († 1336), Graf der Vorderen Grafschaft Sponheim
- Simon II. de Bucy († 1369), Erster Präsident des französischen Parlements
- Simon II. de Clermont (1216–1286), französischer Adliger
- Simon II. de Senlis († 1153), anglonormannischer Adliger und Earl of Huntingdon
- Simon III., Graf von Saarbrücken
- Simon III. († 1414), Graf von Vianden und der vorderen Grafschaft Sponheim
- Simon III. († 1410), Herr von Lippe (1360–1410)
- Simon III. († 1498), Fürstbischof von Paderborn
- Simon III. de Neauphle-le-Château († 1165), Connétable von Frankreich
- Simon III. de Senlis († 1184), Earl of Northampton, Earl of Huntingdon
- Simon III. von Montfort († 1181), Herr von Montfort, Épernon und Rochefort, Graf von Évreux
- Simon IV., Graf von Saarbrücken und Herr von Commercy
- Simon IV. († 1429), Herr von Lippe (1415–1429)
- Simon IV. von Montfort († 1188), Herr von Montfort, Épernon und Rochefort
- Simon IV. Wecker († 1499), Graf der Grafschaft Zweibrücken-Bitsch

##### Simon L
- Simon le Breton († 1473), franko-flämischer Komponist und Sänger
- Simon Lengenberger († 1498), sechster Abt der Reichsabtei Ochsenhausen
- Simon Ludwig (1610–1636), deutscher Adliger, Graf zur Lippe-Detmolt (1627–1636)

##### Simon M
- Simon Magus († 65), samaritanischer Gnostiker
- Simon Master, Illuminator von Handschriften

##### Simon O
- Simon of Apulia († 1223), italienischer Geistlicher, Bischof von Exeter
- Simon of Faversham († 1306), britischer scholastischer Philosoph
- Simon of Kyme († 1220), englischer Adliger
- Simon of Pattishall, englischer Richter
- Simon of Pattishall († 1274), englischer Adliger und Rebell
- Simon of Walton, Bischof von Norwich
- Simon of Wedale († 1354), schottischer Geistlicher

##### Simon P
- Simon Petrus, Apostel des Jesus von NazaretSimon Petrus

Simon Petrus

- Simon Philipp (1632–1650), Graf zu Lippe
- Simón Piorno, Ángel Francisco (* 1945), spanischer Geistlicher, römisch-katholischer Bischof von Chimbote

##### Simon S
- Simon Stock († 1265), Heiliger der katholischen Kirche
- Simon Sudbury († 1381), Bischof von London, Erzbischof von Canterbury, Hoher Lordkanzler von Großbritannien

##### Simon T
- Simon Thomas, Abraham Everard (1820–1886), niederländischer Mediziner

##### Simon V
- Simon V. (1471–1536), Graf und Edelherr zur Lippe
- Simon V. Wecker (1505–1540), Graf der Grafschaft Zweibrücken-Bitsch
- Simón Vázquez, Carlos (* 1965), spanischer römisch-katholischer Geistlicher, Theologe und Bioethiker
- Simon VI. (1554–1613), Graf zu Lippe-DetmoldSimon VI. (1554–1613)

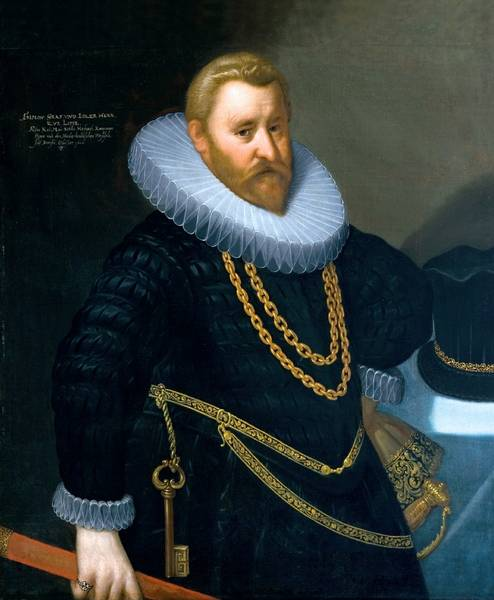
Simon VI. (1554–1613)

- Simon VI. de Montfort (1240–1271), englischer Adliger und Militär
- Simon VII. (1587–1627), Graf zu Lippe
- Simon von Athen, griechischer Fachschriftsteller
- Simon von Bethanien, Mann im Neuen Testament
- Simon von Bures, Fürst von Galiläa
- Simon von Chieti († 1243), Graf von Chieti, Gefolgsmann Kaiser Friedrichs II.
- Simon von Collazzone († 1250), Franziskaner und Gefährte des Heiligen Franziskus, Missionar in Deutschland
- Simon von Crépy, französischer Adliger und Widersacher von Philipp I.
- Simon von Cyrene, Person im Neuen Testament, musste das Kreuz für Jesus von Nazareth tragenSimon von Cyrene

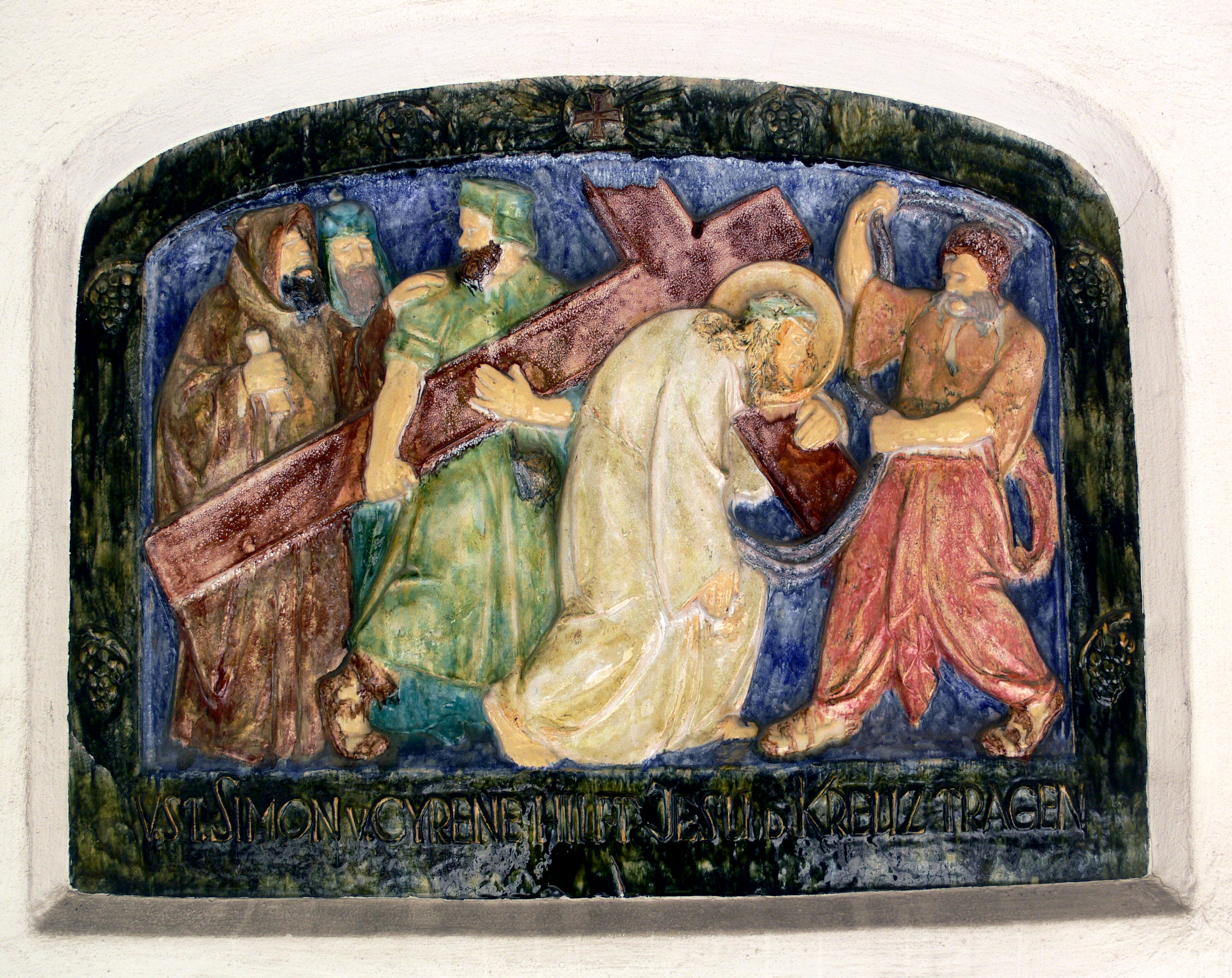
Simon von Cyrene

- Simon von Dammartin († 1239), Graf von Aumale und Ponthieu
- Simon von der Borch († 1492), Bischof von Reval
- Simon von Düren († 1470), Karmelit und Weihbischof des Bistums Worms sowie Titularbischof von Mayo
- Simon von Genua, Arzt und Autor
- Simon von Haarlem, niederländischer Maler
- Simon von Jerusalem, Konstabler von Jerusalem
- Simon von Köln († 1511), spanischer Architekt und Bildhauer
- Simon von Lipnica († 1482), katholischer Mönch und Heiliger
- Simon von Maugastel († 1233), Erzbischof von Tyrus, Kanzler von Jerusalem, Lateinischer Patriarch von Konstantinopel
- Simon von Rietberg, Domherr in Münster
- Simon von Saint-Quentin, Dominikaner, Mongoleireisender, Chronist
- Simon von Schöneck († 1291), Bischof von Worms
- Simon von Solms († 1384), Domherr im Bistum Münster
- Simon von Solms († 1398), Domherr im Bistum Münster und Domdechant in Köln
- Simon von Speyer († 1403), Weihbischof in Köln
- Simon von Sternberg († 1389), Fürstbischof von Paderborn
- Simon von Taisten, Südtiroler Maler der Spätgotik
- Simon von Tišnov, Hussit und Rektor der Prager Karls-Universität
- Simon von Trient († 1475), Kind, für dessen Tod im Jahr 1475 Juden als angebliche Ritualmörder verantwortlich gemacht wurden
- Simon von Utrecht († 1437), Hamburger Schiffshauptmann und Bürgermeister im Mittelalter
- Simon von Vermandois († 1148), Bischof von Tournai-Noyon und danach Bischof von Noyon
- Simon von Zastrow, Hermann (1829–1900), deutscher Richter und Abgeordneter

##### Simon Y
- Simón y Garriga, Florentino (1868–1935), katholischer Bischof
- Simón y Ródenas, Francisco (1849–1914), spanischer Ordensgeistlicher, römisch-katholischer Bischof von Santa Marta

##### Simon Z
- Simon Zelotes, Jünger Jesu ChristiSimon Zelotes

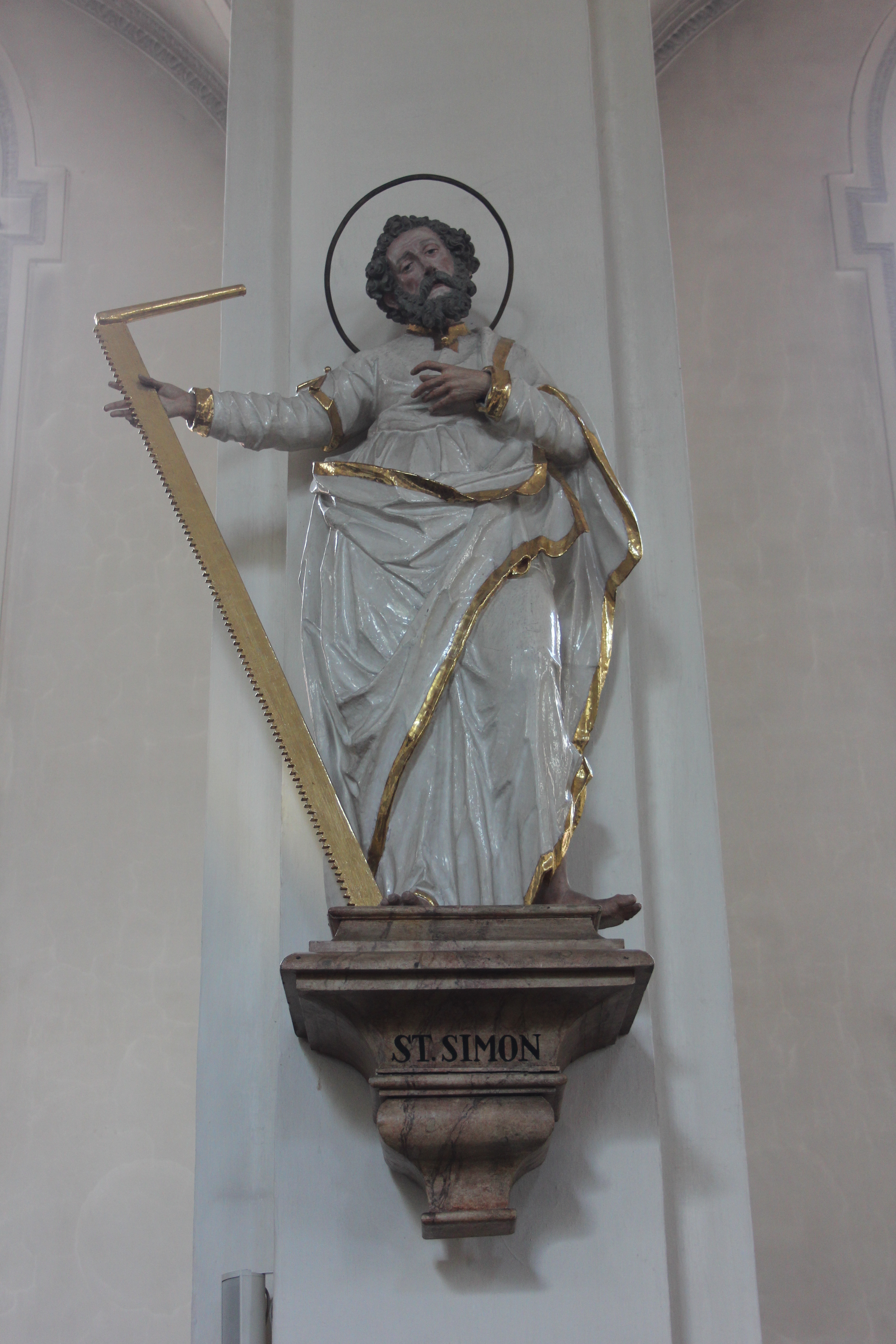
Simon Zelotes

- Simon zur Lippe, Domherr in Münster

#### Simon, A – Simon, Y

##### Simon, A
- Simon, Agnes (1935–2020), ungarisch-deutsche Tischtennisspielerin
- Simon, Agnes (* 1974), ungarische Biathletin und Skilangläuferin
- Simon, Alain (* 1941), Schweizer Bildender Künstler und Kunstlehrer
- Simon, Alexander (* 1962), deutscher Pantomime und Comedy-Künstler
- Simon, Alexander (* 1968), deutscher Schauspieler
- Simon, Alexander Moritz (1837–1905), Bankier, Gründer einer Gartenbauschule und amerikanischer Vizekonsul
- Simon, Alfons (1897–1975), deutscher Pädagoge und Individualpsychologe
- Simon, Alfred (* 1966), österreichischer Medizinethiker
- Simon, André (1920–2012), französischer Automobilrennfahrer
- Simon, André (* 1967), deutscher Herz- und Thoraxchirurg
- Simon, Andrea (* 1971), deutsche Malerin
- Simon, Andreas (* 1984), deutscher Handballspieler
- Simon, Andreas Z. (* 1974), deutscher Schriftsteller, Drehbuchautor und Regisseur
- Simón, Andrés (* 1961), kubanischer Leichtathlet
- Simon, Anke (* 1963), deutsche Politikerin (SPD), MdL
- Simon, Anna (1862–1926), deutsche Politikerin (SPD)
- Simon, Anna (1892–1964), deutsche Theaterintendantin
- Simon, Anne (* 1956), US-amerikanische Biologin und Hochschullehrerin
- Simon, Anne (* 1980), französische Comicautorin und Illustratorin
- Simon, Anne-Catherine (* 1975), österreichische Autorin und Journalistin
- Simon, Antoine (1736–1794), französischer RevolutionärAntoine Simon (1736–1794)

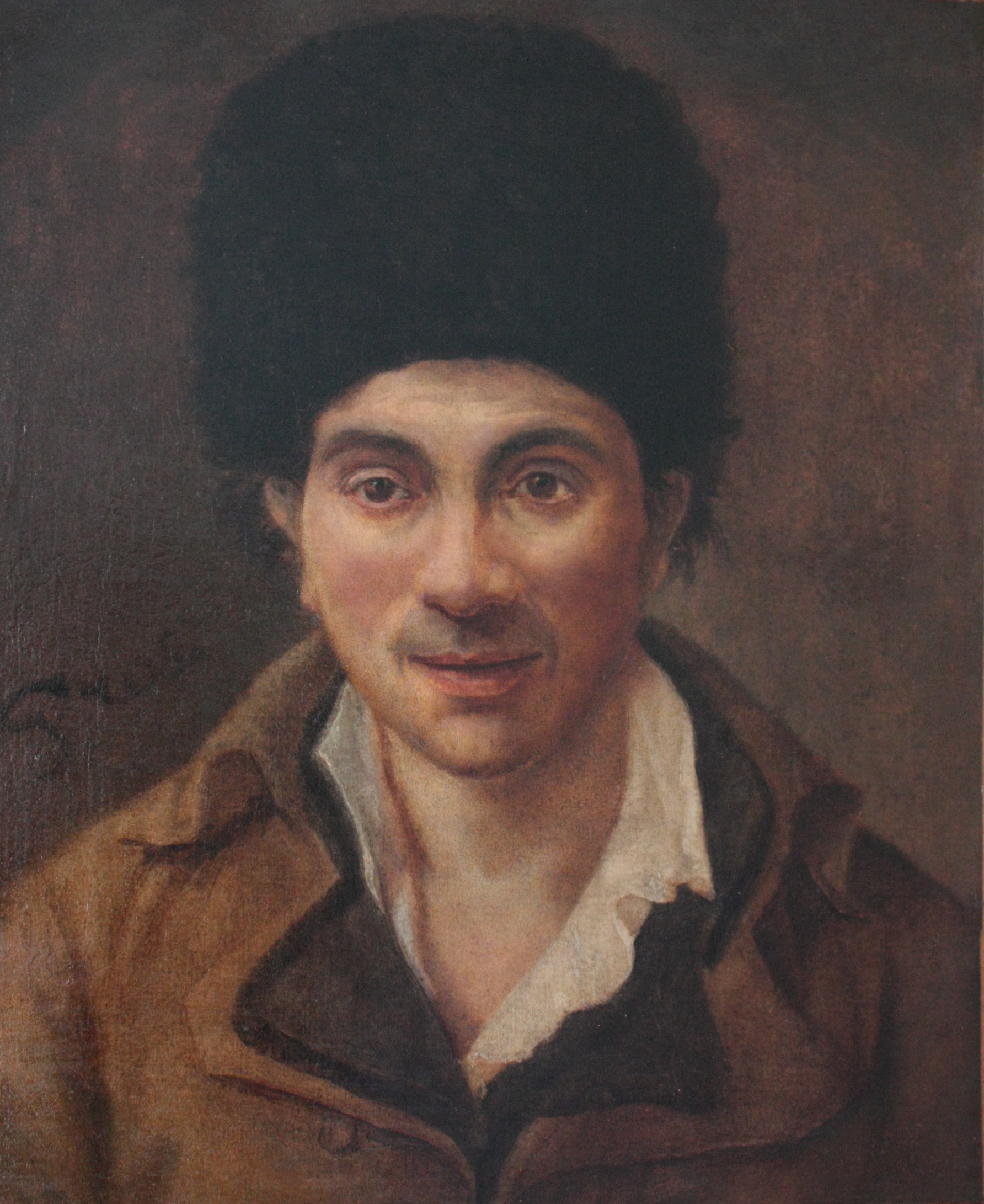
Antoine Simon (1736–1794)

- Simon, Anton Juljewitsch (1850–1916), russischer Komponist französischer Herkunft
- Simon, Armand (1887–1960), Schweizer Tennisspieler
- Simon, Arndt (* 1940), deutscher Chemiker
- Simon, Art-Oliver (* 1966), deutscher Komponist
- Simon, Arthur (1893–1962), deutscher Chemiker
- Simon, Artur (1938–2022), deutscher Musikethnologe, Hochschullehrer und Museumsleiter
- Simon, August (1862–1926), deutscher Bergwerksdirektor
- Simon, Axel Th. (1943–2018), deutscher Unternehmer und Brauer

##### Simon, B
- Simon, Babette (* 1960), deutsche Humanmedizinerin
- Simon, Balthasar (* 1591), deutscher Arzt
- Simon, Barbara, deutsche Archivarin, Leiterin des Archivs des Niedersächsischen Landtags
- Simon, Barbara (1939–2019), deutsche Filmeditorin der DEFA
- Simon, Barry (* 1946), US-amerikanischer Mathematiker und Physiker
- Simon, Beatrice (* 1960), Schweizer Politikerin (SVP, BDP)
- Simon, Béla (1920–1996), ungarischer Tischtennisspieler und -trainer
- Simon, Béla (* 1988), ungarischer Ruderer
- Simon, Ben (* 1978), US-amerikanischer Eishockeyspieler und -trainer
- Simon, Bernd (1946–2017), deutscher Musikproduzent, Sänger und Synchronsprecher
- Simon, Bernd (* 1960), deutscher Sozialpsychologe
- Simon, Bernhard (1816–1900), Schweizer Architekt und Ingenieur
- Simon, Bernhard (1945–1963), deutscher Flüchtling, Todesopfer an der innerdeutschen Grenze
- Simon, Bernhard (* 1960), deutscher Unternehmer und Manager
- Simon, Bettina (* 1957), deutsche Politikerin (Die Linke, parteilos), MdL
- Simon, Björn (* 1981), deutscher Politiker (CDU), MdB
- Simon, Bob (1941–2015), US-amerikanischer Korrespondent

##### Simon, C
- Simon, Carl (1873–1952), deutscher Unternehmer (Lichtbildanstalt Carl Simon & Co.)
- Simon, Carl Alexander (1805–1852), deutscher Dichter und Kunstmaler
- Simon, Carl August (1817–1887), preußischer Generalmajor und Festungsbauingenieur
- Simon, Carl Berthold (1828–1901), deutscher Bankier
- Simón, Carla (* 1986), spanische Filmregisseurin und Drehbuchautorin
- Simon, Carlos (* 1965), brasilianischer Fußballschiedsrichter
- Simon, Carly (* 1943), US-amerikanische Sängerin und SongschreiberinCarly Simon (* 1943)

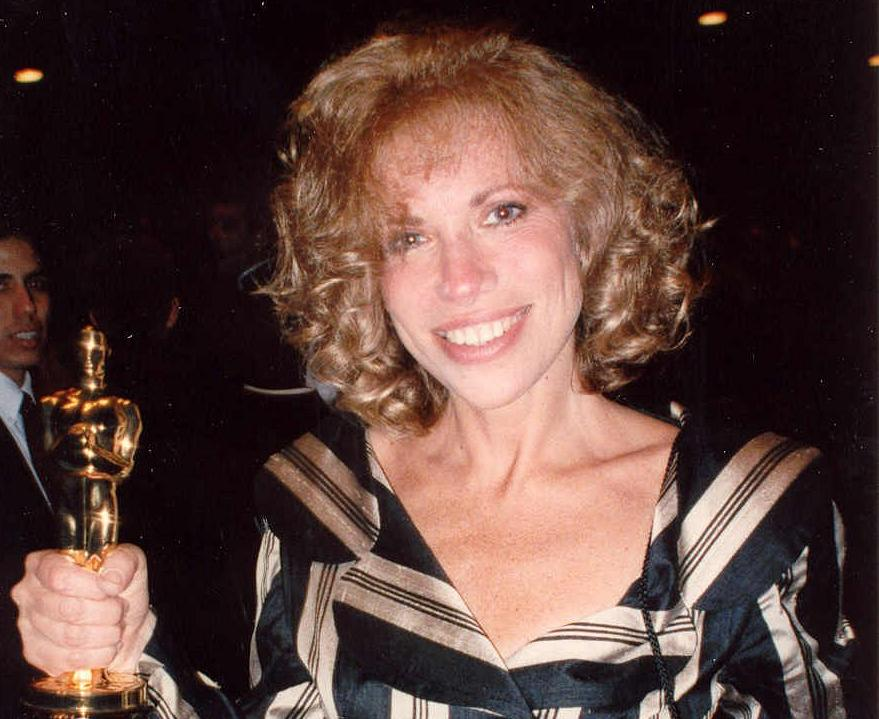
Carly Simon (* 1943)

- Simon, Carolin (* 1992), deutsche Fußballspielerin
- Simon, Caroline K. (1900–1993), US-amerikanische Juristin und Politikerin
- Simon, Charles, französischer Turner
- Simon, Charles (1882–1915), französischer Sportler und Fußballfunktionär
- Simon, Chibueze Christian (* 2000), nigerianischer Fußballspieler
- Simon, Chris (1972–2024), kanadischer Eishockeyspieler
- Simon, Christian (* 1951), Schweizer Historiker
- Simon, Christian (* 1951), deutscher Fernseh- und Hörfunkmoderator und Musikproduzent
- Simon, Christian (1970–2021), deutscher Fußballspieler
- Simon, Christina (* 1963), deutsche Druckgrafikerin und Kunstpädagogin
- Simon, Christoph (* 1972), Schweizer Schriftsteller
- Simon, Christoph (* 1976), deutscher Dokumentarfilmer
- Simon, Claire (* 1955), französische Drehbuchautorin, Schauspielerin, Kamerafrau, Filmeditorin und Regisseurin
- Simon, Claude (1913–2005), französischer Schriftsteller
- Simon, Cliff (1962–2021), südafrikanischer Schauspieler
- Simon, Cordula (* 1986), österreichische SchriftstellerinCordula Simon (* 1986)

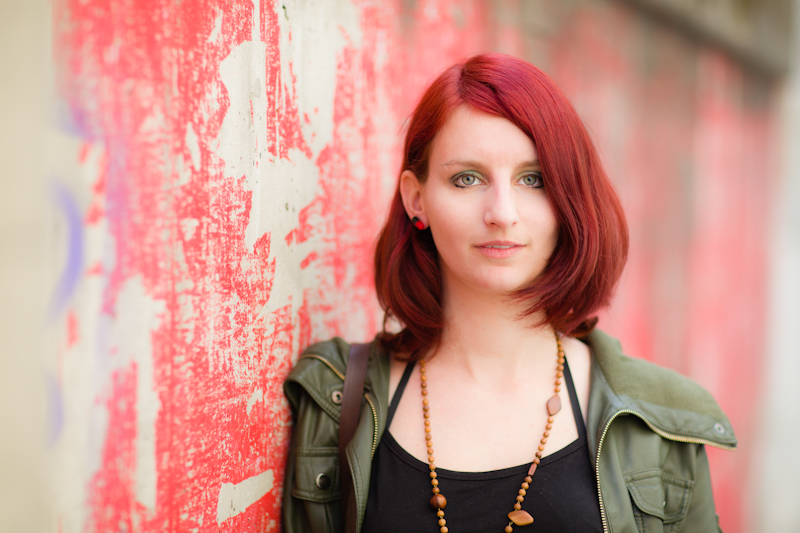
Cordula Simon (* 1986)

- Simon, Corinna, deutsche Pianistin

##### Simon, D
- Simon, Daniel (* 1975), deutscher Automobildesigner
- Simon, Daniel (* 1988), deutscher Schwimmer im Behindertensport
- Simon, David (* 1960), US-amerikanischer Autor, Journalist und Drehbuchautor
- Simon, David (* 1986), deutscher Schauspieler
- Simon, David, Baron Simon of Highbury (* 1939), britischer Geschäftsmann, Politiker und Life Peer
- Simon, Detlef (* 1966), deutscher Moderator, Kabarettist und Zauberkünstler
- Simon, Diederik (* 1970), niederländischer Ruderer
- Simon, Dieter (* 1935), deutscher Rechtswissenschaftler und HochschullehrerDieter Simon (* 1935)

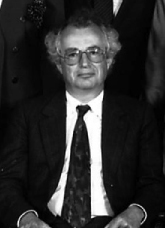
Dieter Simon (* 1935)

- Simon, Dieter (1937–1988), deutscher Maler, Zeichner und Graphiker
- Simon, Dieter (* 1953), deutscher Eishockeyspieler
- Simon, Dieter (* 1962), deutscher Fußballspieler
- Simon, Dietrich (1936–2023), deutscher Jurist
- Simón, Diosdado (1954–2002), spanischer Botaniker
- Simon, Dirk (* 1968), deutschamerikanischer Schauspieler, Dokumentarfilmer, Regisseur und Filmproduzent
- Simon, Dominik (* 1994), tschechischer Eishockeyspieler

##### Simon, E
- Simon, Ebba (1906–1999), deutsche Stifterin
- Simón, Edgardo (* 1974), argentinischer Radrennfahrer
- Simon, Edith (* 1961), österreichische Judoka
- Simon, Eduard (1789–1856), deutscher Apotheker und Chemiker
- Simon, Eduard (1805–1867), deutscher Rechtsanwalt und Obergerichtsrat
- Simon, Eduard Georg (1864–1929), deutscher Unternehmer, Kunstsammler und Kunstmäzen
- Simon, Edward (* 1969), venezolanischer Jazzpianist und -komponist
- Simon, Ekkehard (1936–2018), deutscher Orgelbauer
- Simon, Elisabeth (* 1987), deutsche Pferdesportlerin
- Simon, Elmar (* 1963), deutscher Koch
- Simon, Emanuel (* 1872), russlanddeutscher römisch-katholischer Geistlicher und Märtyrer
- Simon, Émilie (* 1978), französische Sängerin und Komponistin
- Simon, Emma (1848–1934), deutsche Schriftstellerin
- Simon, Eric (* 1931), französischer Filmarchitekt
- Simon, Erik (* 1950), deutscher Science-Fiction-SchriftstellerErik Simon (* 1950)

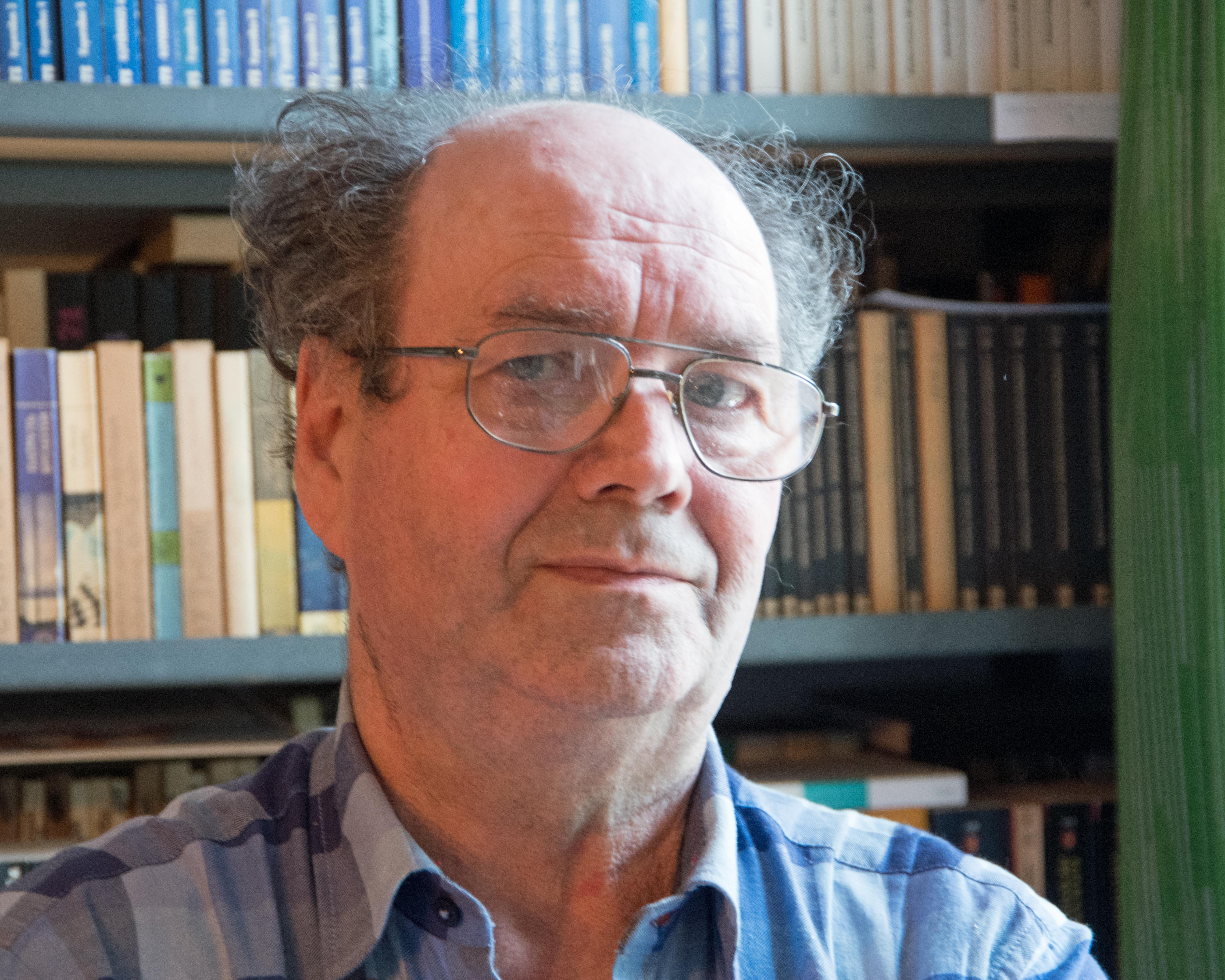
Erik Simon (* 1950)

- Simon, Erik (* 1963), deutscher Computerspielentwickler und Grafiker
- Simon, Erik (* 1987), deutscher Skispringer
- Simon, Erika (1927–2019), deutsche Klassische Archäologin
- Simon, Ernestine Minna (1845–1902), deutsche Textilarbeiterin und Streikführerin in Sachsen
- Simon, Ernst (1872–1945), deutscher Unternehmer und Ingenieur
- Simon, Ernst (1899–1988), deutsch-jüdischer Pädagoge und Religionsphilosoph
- Simon, Ernst (1903–1998), deutscher Missionar und Pastor der Siebenten-Tags-Adventisten, Bibelübersetzer
- Simon, Ernst (1921–1998), deutscher Zeitungsverleger
- Simon, Erwin (1908–1959), deutscher Schwimmer
- Simon, Eugen (1880–1941), deutscher Verwaltungsjurist, Landrat in Gumbinnen
- Simon, Eugène (1848–1924), französischer Arachnologe
- Simon, Eugene (* 1992), britischer SchauspielerEugene Simon (* 1992)

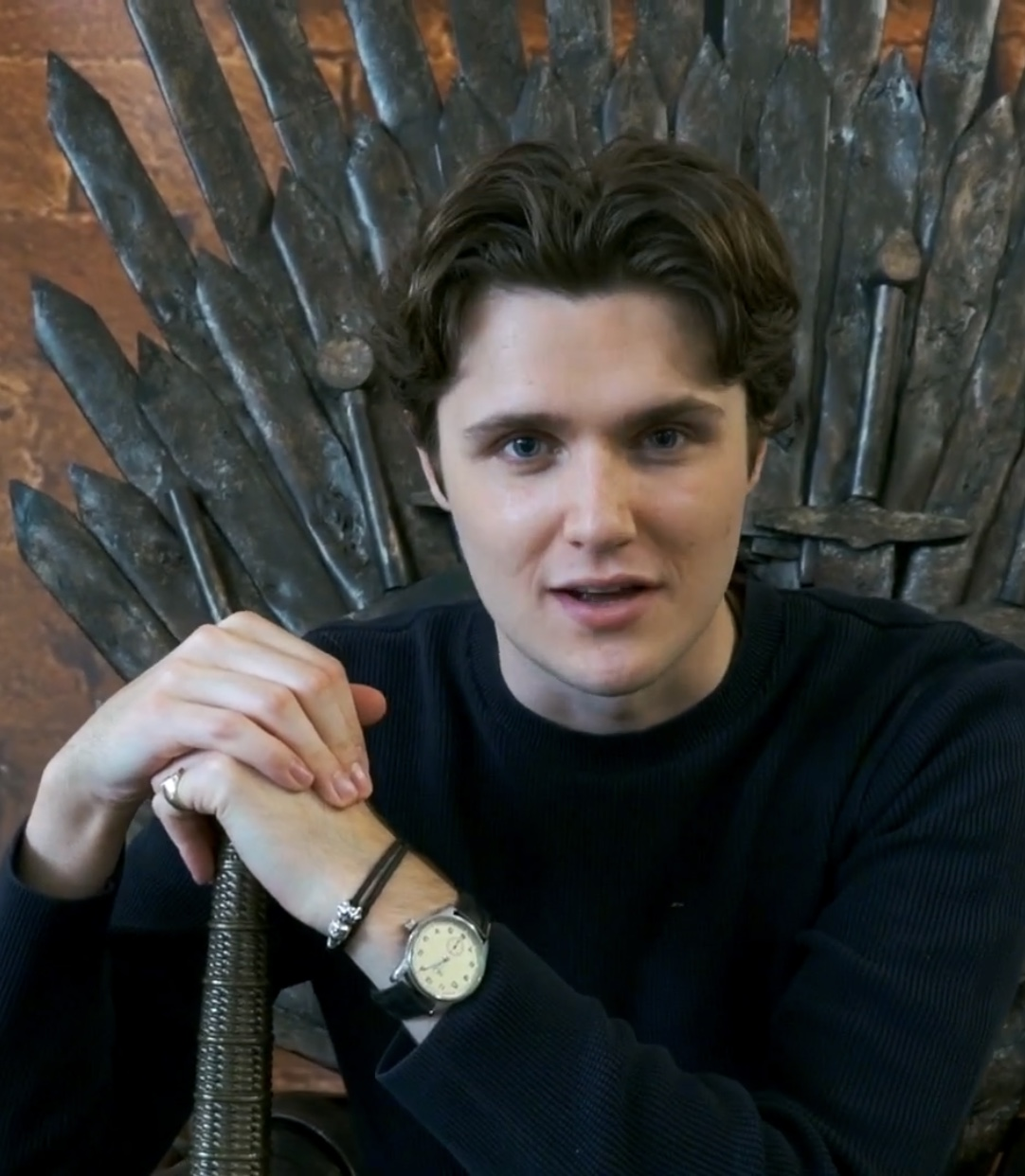
Eugene Simon (* 1992)

##### Simon, F
- Simón, Fernando (* 1963), spanischer Epidemiologe
- Simon, Flamur (* 1999), deutscher American-Football-Spieler
- Simon, Francesca (* 1955), US-amerikanisch-britische Kinderbuchautorin
- Simon, François (1917–1982), Schweizer Schauspieler
- Simon, François (* 1968), französischer Radrennfahrer
- Simon, François C. Antoine (1843–1923), Präsident von Haiti
- Šimon, František (1953–2016), tschechoslowakischer Skilangläufer
- Simon, Franz (1775–1847), deutscher Beamter und Abgeordneter
- Simon, Franz Eugen (1893–1956), deutsch-britischer physikalischer Chemiker
- Simon, Frieder (1936–2020), deutscher Puppenspieler
- Simon, Friedrich Alexander (1793–1869), deutscher Arzt und Autor
- Simon, Friedrich Karl (1798–1881), deutscher evangelischer Theologe
- Simon, Friedrich Louis (1800–1877), deutscher Architekt, preußischer Baubeamter und Schüler von Karl Friedrich Schinkel
- Simon, Fritz (1904–1931), deutscher Pilot und Flugkapitän der deutschen Lufthansa
- Simon, Fritz B. (* 1948), deutscher Psychiater, Psychoanalytiker und Familientherapeut

##### Simon, G
- Simon, Georg (1872–1944), deutscher Politiker (SPD), MdR
- Simon, Georg (* 1957), deutscher Badmintonspieler
- Simon, George (* 1943), Sprinter aus Trinidad und Tobago
- Simon, George (1947–2020), guyanischer indigener Künstler
- Simon, George T. (1912–2001), US-amerikanischer Jazz-Autor
- Simon, Gerd (* 1937), deutscher Germanist und Linguist
- Simon, Gerhard (* 1937), deutscher Slawist und Hochschullehrer
- Simon, Gerty (1887–1970), deutsche Fotografin
- Simon, Géza Gábor (* 1947), ungarischer Musik- und Schallplattenhistoriker, Musikjournalist und Producer
- Simon, Gilles (* 1984), französischer Tennisspieler
- Simon, Gottlieb Anton (1790–1855), Schweizer Seidenfabrikant und Politiker
- Simon, Gregor (* 1963), deutscher Kanute
- Simon, Gregor (* 1969), deutscher Organist
- Simon, Gunnar (* 1940), deutscher Jurist und Staatssekretär
- Simon, Günter (1931–2019), deutscher Sportjournalist; Chefredakteur der Neuen Fußballwoche
- Simon, Günter (* 1933), deutscher FDGB-Funktionär und Journalist
- Simon, Günter (* 1940), deutscher Politiker (SPD), MdL
- Simon, Günther (1890–1972), deutscher Politiker (FDP), MdL
- Simon, Günther (1921–2015), deutscher Internist
- Simon, Günther (1925–2013), deutscher Künstler, Karikaturist und Illustrator
- Simon, Günther (1925–1972), deutscher Filmschauspieler (DDR)Günther Simon (1925–1972)

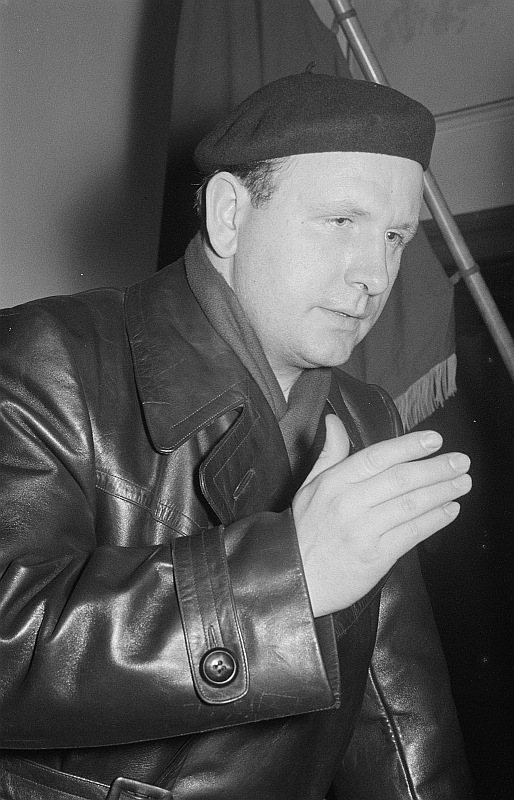
Günther Simon (1925–1972)

- Simon, Gustav (1810–1857), Dermatologe
- Simon, Gustav (1811–1870), deutscher lutherischer Pfarrer, Dekan und Historiker
- Simon, Gustav (1824–1876), deutscher Chirurg und Hochschullehrer
- Simon, Gustav (1878–1962), deutscher Verwaltungsjurist, Landrat in Ostpreußen
- Simon, Gustav (1900–1945), deutscher Politiker (NSDAP), MdR, Gauleiter (Moselland), Chef der Zivilverwaltung im besetzten LuxemburgGustav Simon (1900–1945)

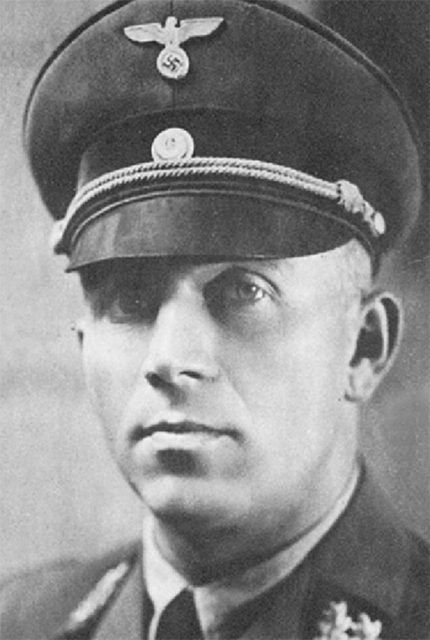
Gustav Simon (1900–1945)

- Simon, Guy (1933–1988), französischer Fußballspieler und späterer -trainer

##### Simon, H
- Simon, Hanns (1908–1989), deutscher Unternehmer
- Simon, Hans (1897–1982), deutscher Komponist und Kapellmeister
- Simon, Hans (1928–2020), deutscher Sporthistoriker, Hochschullehrer
- Simon, Hans (1935–2020), deutscher evangelischer Pfarrer und DDR-Bürgerrechtler
- Simon, Hans (1947–2025), deutscher Wasserballspieler
- Simon, Hans-Arno (1919–1989), deutscher Schlagersänger und Komponist
- Simon, Hans-Günther (1925–1991), deutscher Althistoriker und Provinzialrömischer Archäologe
- Simon, Hans-Heinrich (1931–2010), deutscher NDPD-Funktionär, MdV
- Simon, Hans-Joachim (1931–2009), deutscher Romanist
- Simon, Harry (1873–1932), US-amerikanischer Sportschütze
- Simon, Harry (* 1972), namibischer Boxer
- Simon, Heide (* 1947), deutsche Schauspielerin und Hörspielsprecherin
- Simon, Heide (* 1955), deutsche Politikerin (GAL), MdHB
- Simon, Heinrich († 1799), deutscher Kaufmann und bibliophiler Sammler in Hamburg
- Simon, Heinrich (1805–1860), deutscher Politiker
- Simon, Heinrich (1858–1930), deutscher Musikwissenschaftler, Bibliothekar und Musikschriftsteller
- Simon, Heinrich (1880–1941), deutscher Journalist und Verleger
- Simon, Heinrich (1883–1940), deutscher Verwaltungsjurist und Landrat des Kreises Lippstadt (1936–1940)
- Simon, Heinrich (1909–1969), deutscher Fußballspieler
- Simon, Heinrich (1910–1979), deutscher Politiker (NSDAP), MdR
- Simon, Heinrich (1921–2010), deutscher Semitist und Judaist
- Simon, Heinz-Joachim (1943–2020), deutscher Schriftsteller und Fachbuchautor
- Simon, Heinz-Viktor (1943–2019), deutscher Politiker (CDU)
- Simon, Helen (* 1975), deutsche Filmregisseurin und Hochschuldozentin
- Simon, Helene (1862–1947), deutsche Soziologin
- Simon, Helmut (1922–2013), deutscher Jurist, Richter des Bundesverfassungsgerichts
- Simon, Helmut (1927–2016), deutscher Chemiker
- Simon, Helmut (1937–2004), deutscher Hobbyalpinist, Entdecker des Ötzi
- Simon, Helmut (1939–2018), deutscher Politiker (SPD), MdL
- Simon, Henri (1868–1932), Schweizer Politiker (FDP)
- Simon, Henrik (* 1971), deutscher Politiker (parteilos)
- Simon, Herbert A. (1916–2001), US-amerikanischer Sozialwissenschaftler, Nobelpreisträger für Wirtschaftswissenschaften
- Simon, Hermann (1867–1947), deutscher Psychiater und Begründer der modernen Arbeitstherapie
- Simon, Hermann (1896–1948), deutscher Komponist
- Simon, Hermann (* 1947), deutscher Manager, Wirtschaftsprofessor und BuchautorHermann Simon (* 1947)

Hermann Simon (* 1947)

- Simon, Hermann (* 1949), deutscher Historiker
- Simon, Hermann Theodor (1870–1918), deutscher Physiker
- Simon, Hildegard (* 1954), deutsche Politikerin (SPD), MdL
- Simon, Hippolyte (1944–2020), französischer Geistlicher; römisch-katholischer Bischof und Erzbischof von Clermont
- Simon, Holger (* 1969), deutscher Kunsthistoriker
- Simon, Horst (* 1967), deutscher Linguist
- Simon, Hugo (1831–1922), Abgeordneter des Kurhessischen Kommunallandtages
- Simon, Hugo (1880–1950), deutscher Bankier und Politiker (USPD)
- Simon, Hugo (1909–1945), deutscher Widerstandskämpfer gegen den Nationalsozialismus
- Simon, Hugo (* 1942), österreichischer SpringreiterHugo Simon (* 1942)

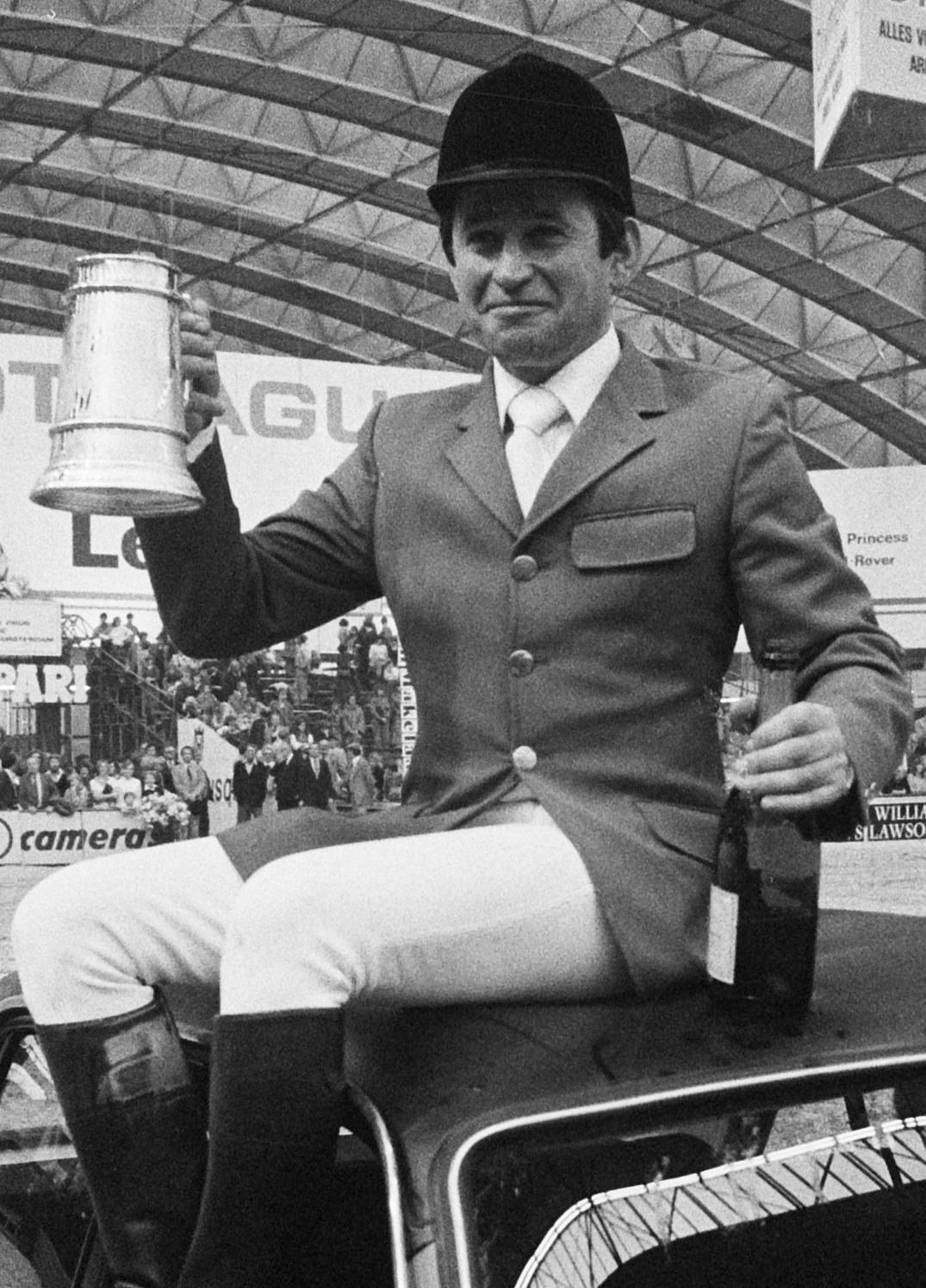
Hugo Simon (* 1942)

- Simon, Hugo Ferdinand (1877–1958), deutscher Offizier, Diplomat, Hochschullehrer in den USA

##### Simon, I
- Simon, Imre (1943–2009), brasilianischer Informatiker und Mathematiker
- Simon, Ingeborg (* 1939), deutsche Politikerin (PDS)
- Simon, Ingraban Dietmar (1938–2024), deutscher Jurist und Kunstsammler
- Simon, Ingrid (* 1944), deutsche Schauspielerin
- Simon, Israel (1807–1883), Bankier und Vize-Konsul der USA

##### Simon, J
- Simon, Jacques (1890–1974), französischer Glaskünstler und Maler
- Simon, Jacques (1938–2021), französischer Radrennfahrer
- Simon, Jacques (1941–2017), französischer Fußballspieler
- Simon, Jakob Peter (1795–1857), Landtagsabgeordneter Großherzogtum Hessen
- Simon, James (1851–1932), Unternehmer der Kaiserzeit und Kunstmäzen
- Simon, James (1880–1944), deutscher Komponist, Pianist und Musikschriftsteller
- Simon, Jan David, 3. Viscount Simon (1940–2021), britischer Peer und Politiker
- Simon, Jana (* 1972), deutsche Schriftstellerin und Journalistin
- Simon, Jason (* 1969), kanadischer Eishockeyspieler
- Simon, Jean (1912–2003), französischer Offizier
- Simon, Jean-Marie (1858–1932), französischer Geistlicher, Apostolischer Vikar von Orange River
- Simon, Jeanne (1869–1949), französische Porträt- und Genremalerin
- Simon, Jeremias (1632–1701), deutscher evangelischer Theologe, Dichter und Chronist
- Simon, Jérôme (* 1960), französischer Radrennfahrer
- Simon, Jessica (* 1985), deutsche Turnerin
- Simon, Jette (* 2004), deutsche Radsportlerin
- Simon, Jim (* 1940), US-amerikanischer American-Football-Spieler
- Simon, Jo Ann (* 1946), US-amerikanische Autorin
- Simon, Joanna (1936–2022), US-amerikanische Opernsängerin (Mezzosopran)
- Simon, Jocelyn, Baron Simon of Glaisdale (1911–2006), britischer Politiker, Mitglied des House of Commons und Jurist
- Simon, Joe (1913–2011), US-amerikanischer Comicautor, -zeichner und -editor
- Simon, Joe (1936–2021), US-amerikanischer Soul-Sänger und R&B-Sänger
- Simon, Johann Caspar (1701–1776), deutscher Komponist
- Simon, Johann Christian (1687–1760), deutscher Architekt
- Simon, Johann Friedrich (* 1751), Französischlehrer, Drucker und Politiker
- Simon, Johann Heinrich der Ältere (1641–1713), deutscher Advokat und Stadtsyndikus in Hamburg
- Simon, Johann Heinrich der Jüngere (1696–1763), deutscher Advokat und Ratsherr in Hamburg
- Simon, Johannes, namibischer Boxer
- Simon, Johannes (1855–1929), preußischer Generalleutnant
- Simon, John (1816–1904), britischer Mediziner
- Simon, John (* 1941), US-amerikanischer Rockmusikproduzent
- Simon, John, 1. Viscount Simon (1873–1954), britischer Jurist und Politiker, Mitglied des House of CommonsJohn Simon, 1. Viscount Simon (1873–1954)

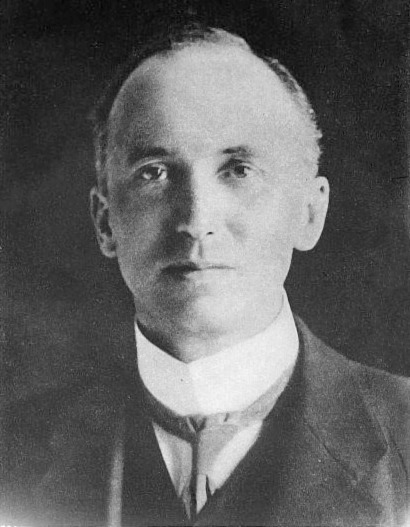
John Simon, 1. Viscount Simon (1873–1954)

- Simon, John, 2. Viscount Simon (1902–1993), britischer Peer und Politiker
- Simon, Jonathan (* 1959), US-amerikanischer Rechtswissenschaftler, Soziologe und Kriminologe
- Simon, Jordan (1719–1776), deutscher katholischer Theologe
- Simón, Jordi (* 1990), spanischer Straßenradrennfahrer
- Simón, José de Martín (* 1940), spanischer Maler und Bildhauer
- Simon, Josef (1865–1949), deutscher Gewerkschafter und Politiker (SPD, USPD), MdR
- Simon, Josef (1868–1945), deutscher Pflanzenphysiologe
- Simon, Josef (1930–2016), deutscher Philosoph
- Simon, Josef (* 1944), deutscher Steinmetz und Restaurator
- Simon, Joseph (1851–1935), US-amerikanischer Politiker
- Simon, Joseph T. (1912–1976), österreichischer Jurist und Widerstandskämpfer
- Simon, Josette (* 1960), britische Schauspielerin
- Simon, Josy (* 1933), luxemburgischer Leistungssportler und Politiker, Mitglied der Chambre
- Simón, Juan (* 1960), argentinischer Fußballspieler
- Simon, Judith (* 1977), deutsche Philosophin
- Simon, Jules (1814–1896), französischer Politiker
- Simon, Julia (* 1996), französische BiathletinJulia Simon (* 1996)

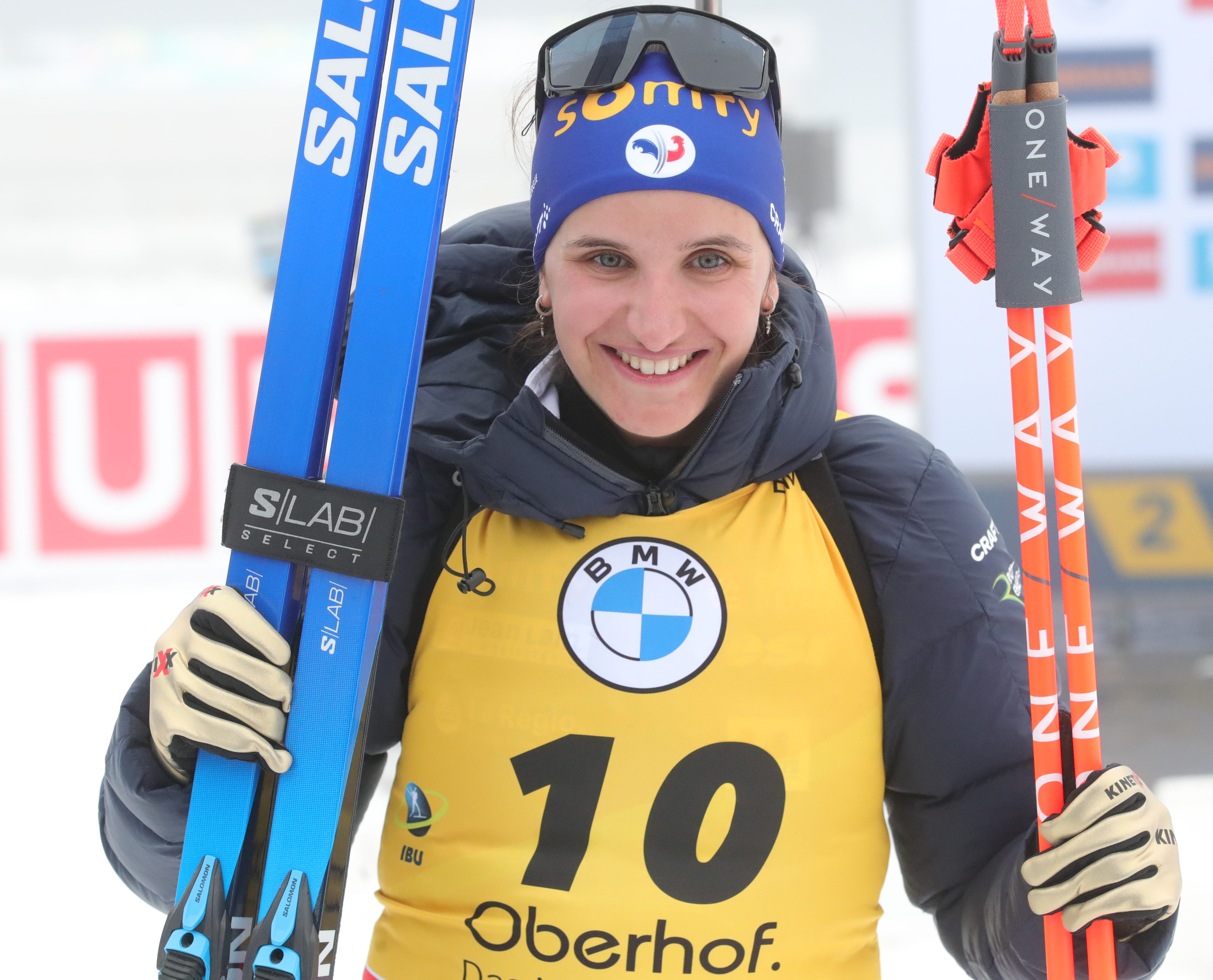
Julia Simon (* 1996)

- Simón, Julián (* 1987), spanischer Motorradrennfahrer
- Simon, Julian L. (1932–1998), US-amerikanischer Ökonom und Hochschullehrer
- Simon, Julien (* 1985), französischer Radrennfahrer
- Šimon, Július (* 1965), slowakischer Fußballspieler
- Simon, Jupp (* 1931), deutscher Fußballspieler
- Simon, Jürgen (1938–2003), deutscher Radrennfahrer

##### Simon, K
- Simon, Karl (1875–1948), deutscher Kunsthistoriker
- Simon, Karl (1885–1961), deutscher Politiker (NSDAP), MdR, MdL
- Simon, Karl Günter (1933–2013), deutscher Journalist und Schriftsteller
- Simon, Karl-Hermann (1930–2011), deutscher Forstwissenschaftler
- Simon, Karlheinz (1913–2007), deutscher Tischtennisspieler und -funktionär
- Simon, Kathrin, deutsche Schauspielerin und Synchronsprecherin
- Simon, Kay (* 1978), deutscher Kanute
- Simon, Kennedy (* 2000), amerikanische Leichtathletin
- Simon, Kirk (1954–2018), US-amerikanischer Filmregisseur, Produzent und Autor
- Simon, Klaus (1916–2002), deutscher Diplomat
- Simon, Klaus (1940–2010), deutscher Verwaltungswissenschaftler und Hochschullehrer
- Simon, Klaus (* 1949), deutscher Bildhauer
- Simon, Klaus (* 1968), deutscher Pianist und Dirigent
- Simon, Krisztián (* 1991), ungarischer Fußballspieler
- Simon, Krunoslav (* 1985), kroatischer Basketballspieler
- Simon, Kyah (* 1991), australische Fußballspielerin

##### Simon, L
- Șimon, Ladislau (1951–2005), rumänischer Ringer
- Simon, László (1948–2009), ungarischer Pianist
- Simon, László L. (* 1972), ungarischer Politiker der Fidesz – Ungarischer Bürgerbund und Schriftsteller
- Simon, Lateefah (* 1977), US-amerikanische Bürgerrechtlerin und Politikerin
- Simon, Leon (1881–1965), britischer Zionist und Publizist
- Simon, Leon (* 1945), australischer Mathematiker
- Șimon, Lidia (* 1973), rumänische Langstreckenläuferin und Olympiazweite
- Simon, Liesel (1887–1958), deutsche Puppenspielerin
- Simon, Lowrell (1943–2018), amerikanischer Soulsänger und Songwriter
- Simon, Lucien (1861–1945), französischer Maler, Aquarellist und Lithograf
- Simon, Ludwig (1819–1872), Revolutionär 1848/49 und Mitglied der Frankfurter Nationalversammlung
- Simon, Ludwig (1856–1921), österreichischer Architekt
- Simon, Ludwig (1920–2007), deutscher Kommunalpolitiker und Bürgermeister von Ubstadt-Weiher
- Simon, Ludwig (* 1956), deutscher Ornithologe
- Simon, Ludwig (* 1997), deutscher Schauspieler
- Simon, Lutz (* 1941), deutscher Jurist

##### Simon, M
- Simon, M. Celeste (* 1954), US-amerikanische Biologin und Krebsforscherin
- Simon, Manfred (1931–2015), deutscher Polizist und Chef der Transportpolizei
- Simon, Marcel (1907–1986), französischer Religionshistoriker, Hochschullehrer
- Simon, Marcel (* 1994), deutscher Fußballspieler
- Simon, Maria (* 1976), deutsche SchauspielerinMaria Simon (* 1976)

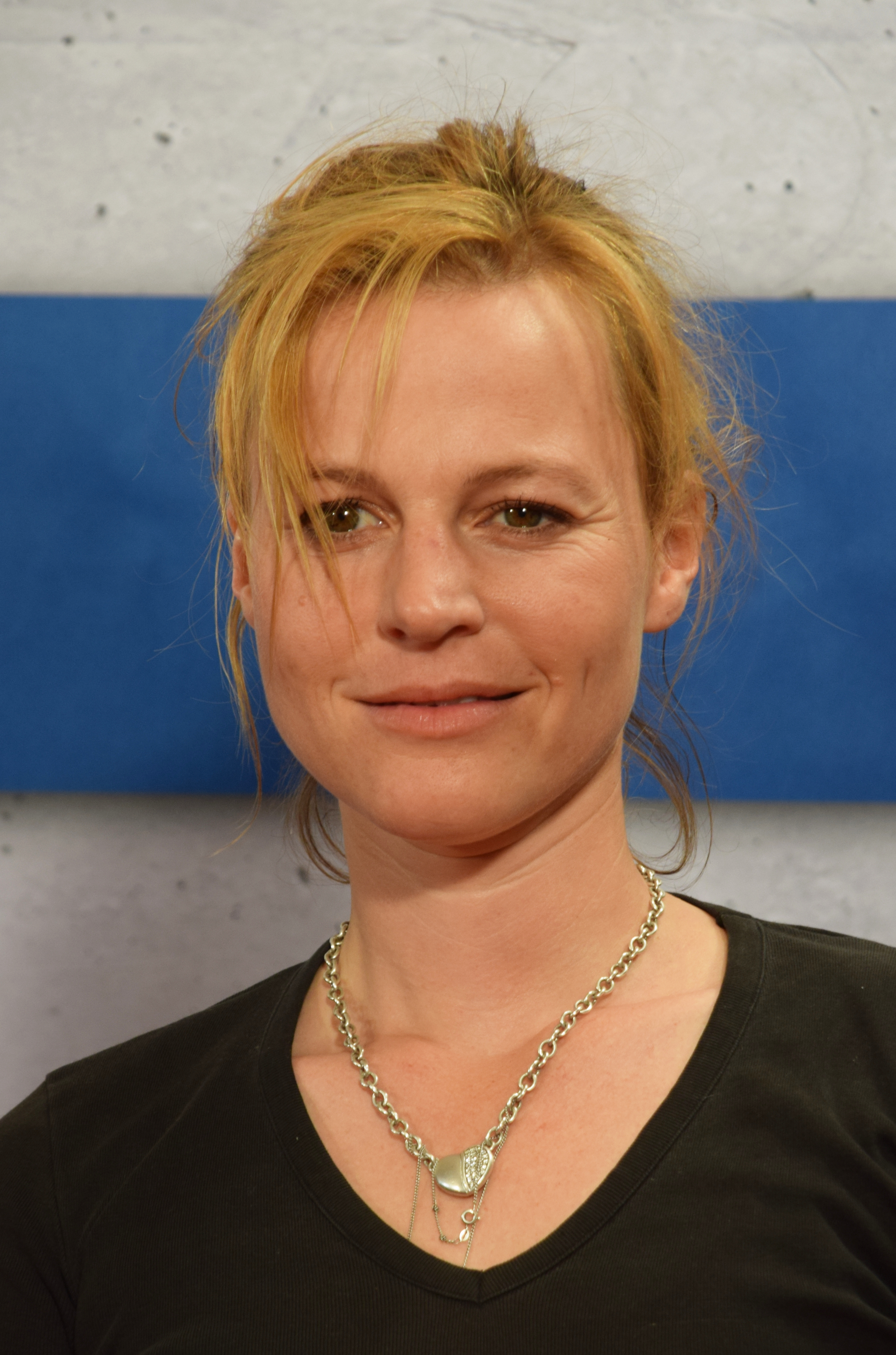
Maria Simon (* 1976)

- Simon, Maria Dorothea (1918–2022), österreichische Sozialwissenschaftlerin
- Simon, Marie (1824–1877), Krankenpflegerin
- Simon, Marie (1922–1998), deutsche Philosophiehistorikerin
- Simon, Martin (1909–1942), deutscher Schriftsteller
- Simon, Martin (1966–2000), deutscher Liedermacher
- Simon, Mary (* 1947), kanadische Diplomatin
- Simon, Matt (* 1986), australischer Fußballspieler
- Simon, Max (1814–1872), deutscher Jurist und Mitglied des Reichstags des Norddeutschen Bundes
- Simon, Max (1844–1918), deutscher Mathematikhistoriker und Mathematiklehrer
- Simon, Max (1884–1950), deutscher Lehrer und Politiker (SPD), MdL
- Simon, Max (1899–1961), deutscher SS-Offizier und Kriegsverbrecher
- Simon, Max (1919–2009), deutscher NDPD-Funktionär, MdV
- Simon, Maximilien (1797–1861), französischer Komponist und Staatsbediensteter
- Simon, Michael (* 1958), deutscher Theaterregisseur, Opernregisseur und Bühnenbildner
- Simon, Michael (* 1971), deutscher Politiker (SPD), MdL Rheinland-Pfalz
- Simon, Michael (* 1972), deutscher Pflegewissenschaftler und Hochschullehrer
- Simon, Michel (1895–1975), schweizerischer SchauspielerMichel Simon (1895–1975)

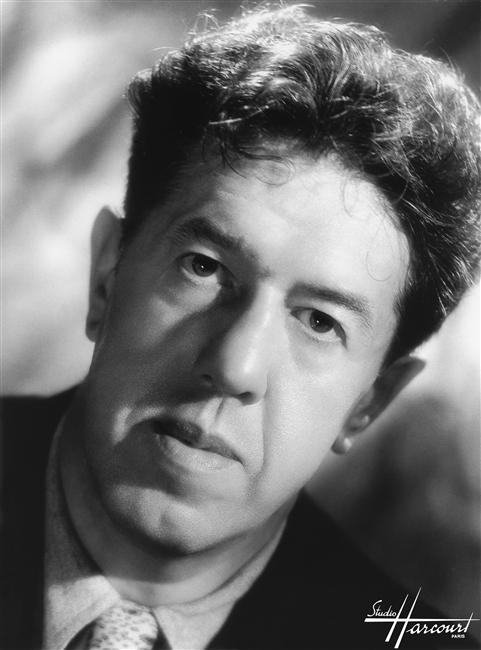
Michel Simon (1895–1975)

- Simon, Miles (* 1975), US-amerikanischer Basketballspieler und -trainer
- Simon, Mircea (* 1954), rumänischer Schwergewichtsboxer
- Simon, Moses (* 1995), nigerianischer Fußballspieler

##### Simon, N
- Simon, Natalie (* 1990), US-amerikanische Fußballschiedsrichterin
- Simon, Nathalie (* 1962), französische Leichtathletin
- Simon, Neil (1927–2018), US-amerikanischer Dramatiker und DrehbuchautorNeil Simon (1927–2018)

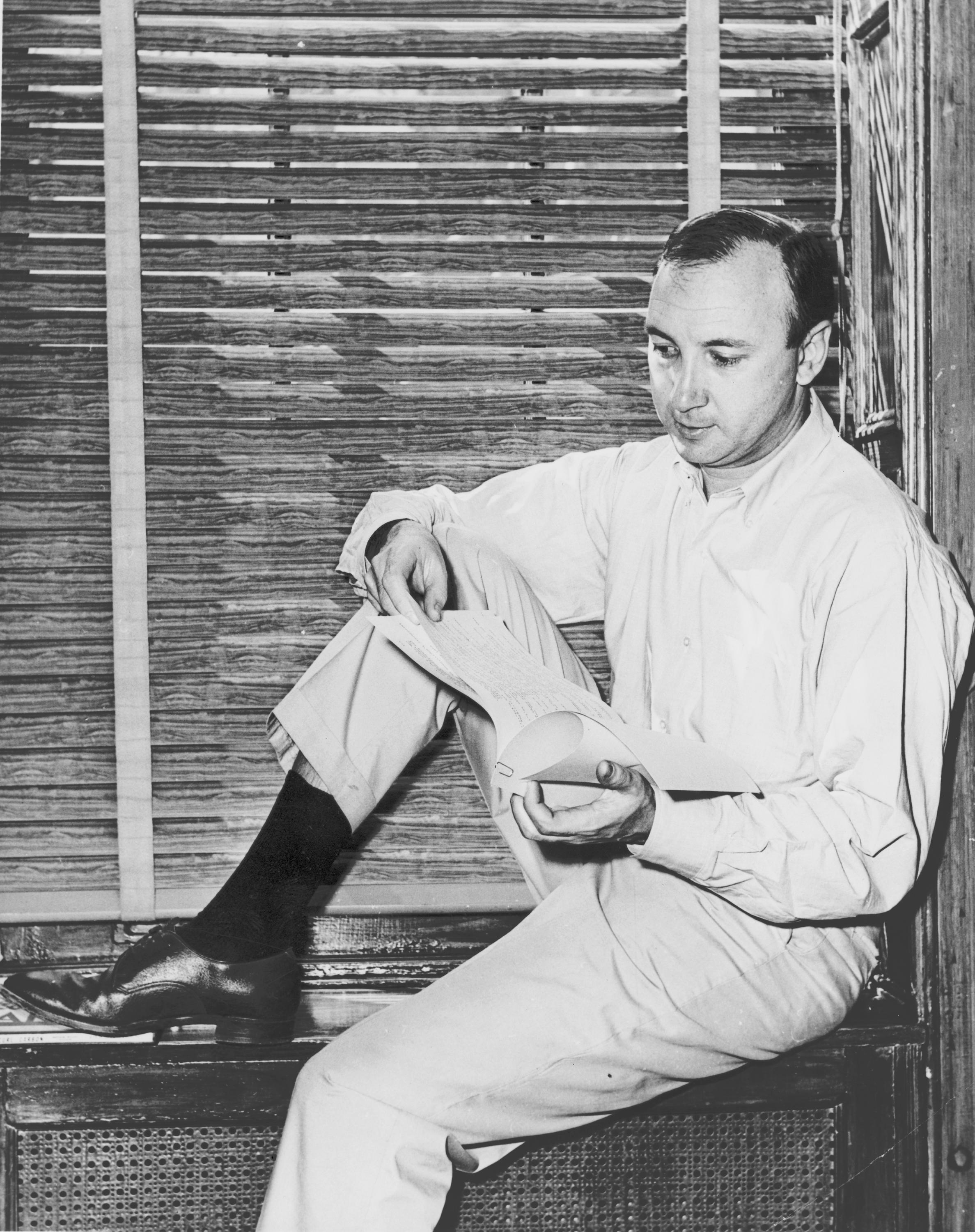
Neil Simon (1927–2018)

- Simon, Nicolai (* 1987), deutscher Basketballspieler
- Simon, Nicole (* 1968), deutsche Fotografin
- Simon, Nikolaus (1874–1948), deutscher Industriemanager
- Simon, Nikolaus (1935–2017), deutscher Architekt
- Simon, Nikolaus Sebastian (1749–1802), französischer Jurist und Präfekt im Département de la Roer
- Simon, Noel (1921–2008), britischer Autor und Naturschützer
- Simon, Norman (* 1976), deutscher Autorennfahrer
- Simon, Norton Winfred (1907–1993), amerikanischer Industrieller und Kunstsammler

##### Simon, O
- Simon, Oliver (* 1945), anglikanischer Bischof von Antsiranana
- Simon, Oliver (1957–2013), deutscher Popsänger
- Simon, Oliver (* 1975), deutscher Schauspieler
- Simon, Oskar (1845–1882), deutscher Dermatologe
- Simon, Oskar (1894–1962), deutscher Politiker (CDU), MdL Rheinland-Pfalz
- Simon, Otto-Erich (* 1921), deutscher Multimillionär

##### Simon, P
- Simon, Pál (1891–1922), ungarischer Leichtathlet
- Simon, Pascal (* 1956), französischer Radrennfahrer
- Simon, Pat (* 1949), deutsche Schlagersängerin
- Simon, Patrice (* 1969), französischer Chemiker
- Simon, Patrick (* 1975), deutscher Rennfahrer
- Simon, Paul (1882–1946), römisch-katholischer Theologe, Professor und Dompropst in Paderborn, Professor in Tübingen
- Simon, Paul (1886–1956), französischer Politiker
- Simon, Paul (1908–1947), deutscher Politiker (NSDAP), MdR
- Simon, Paul (* 1941), US-amerikanischer MusikerPaul Simon (* 1941)

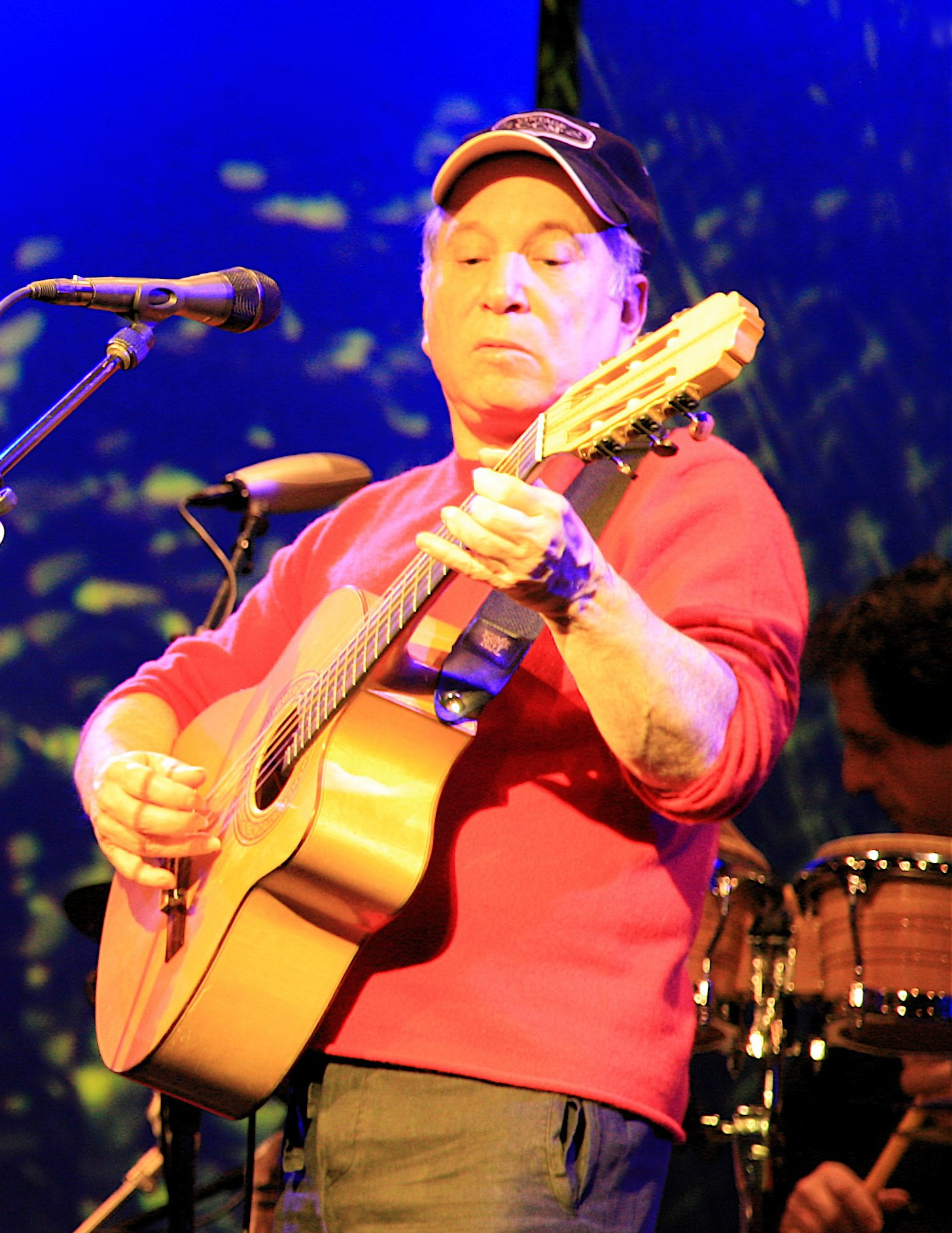
Paul Simon (* 1941)

- Simon, Paul (* 1991), deutscher Schauspieler
- Simon, Paul Heinrich (1912–1978), deutscher Pädagoge und Politiker (SPD), MdB
- Simon, Paul Ludwig (1771–1815), preußischer Architekt und Naturwissenschaftler
- Simon, Paul M. (1928–2003), US-amerikanischer Politiker (Demokratische Partei)
- Simon, Pauline (1894–1976), amerikanische Künstlerin der Outsider Art
- Simón, Pedro (* 1574), spanischer Franziskaner, Missionar, Historiker und Linguist
- Simon, Pedro Ercílio (1941–2020), brasilianischer Geistlicher, römisch-katholischer Erzbischof von Passo Fundo
- Simon, Perikles (* 1973), deutscher Sportmediziner und Dopingforscher
- Simon, Peter (1732–1782), deutscher Jurist, Bibliophiler und Sammler in Hamburg
- Simon, Peter (* 1943), US-amerikanischer Schauspieler
- Simon, Peter (* 1967), deutscher Politiker (SPD), MdEP
- Simon, Peter C. (* 1969), polnisch-deutscher Künstler und Komponist
- Simon, Petra (* 2004), ungarische Handballspielerin
- Simon, Philip (* 1976), niederländisch-deutscher Moderator, Kabarettist und AutorPhilip Simon (* 1976)

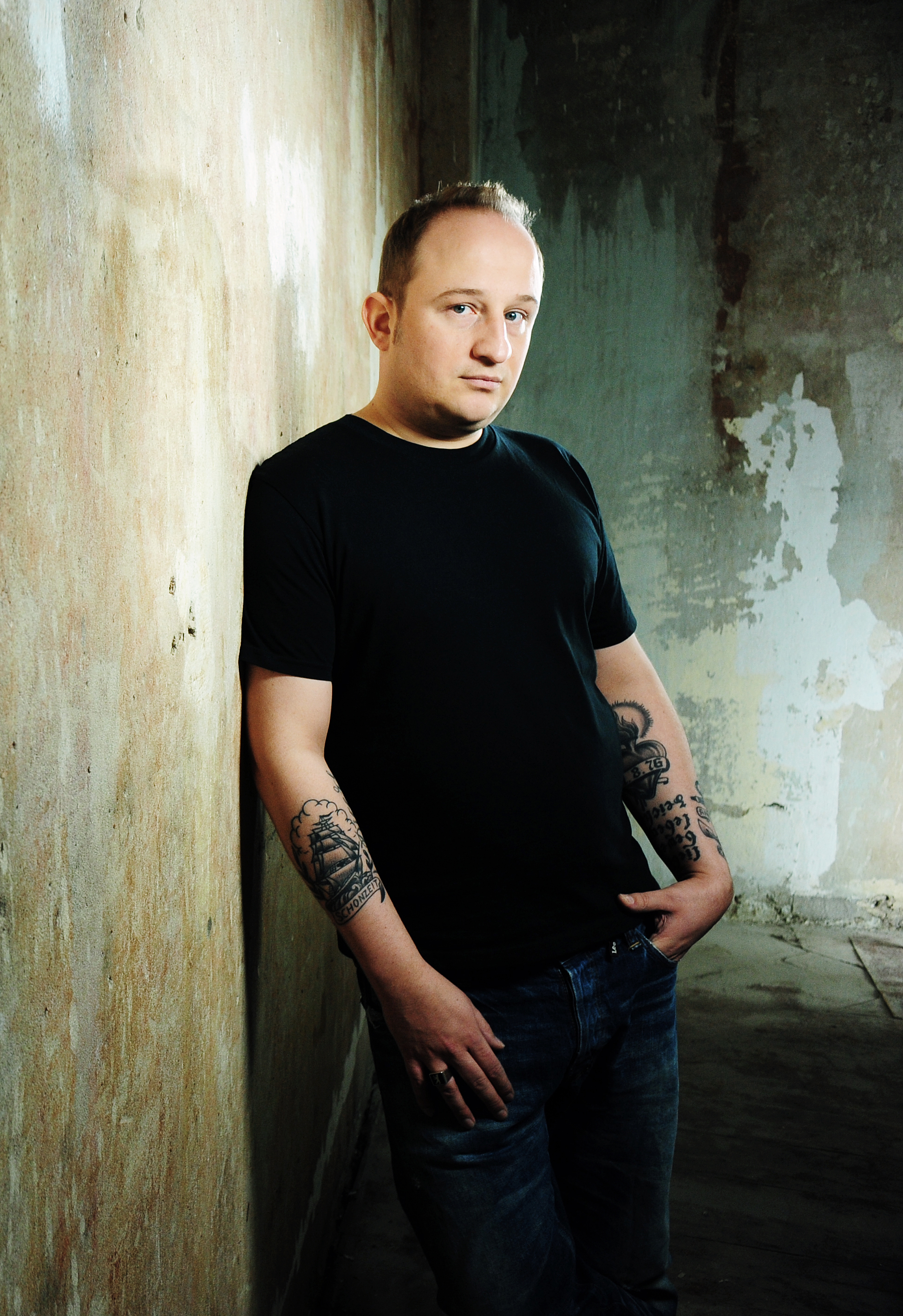
Philip Simon (* 1976)

- Simon, Philipp (1807–1871), nassauischer Amtsapotheker und Landtagsabgeordneter
- Simon, Philipp (* 1994), deutscher Fußballspieler
- Simon, Pierre-Henri (1903–1972), französischer Autor, Journalist, Romanist und Literaturwissenschaftler
- Simon, Prosper-Charles (1788–1866), französischer Organist

##### Simon, R
- Simon, Rainer (* 1941), deutscher Filmregisseur, Drehbuchautor und Autor
- Simon, Rainer (* 1965), deutscher Brigadegeneral der Bundeswehr
- Simon, Ralf (* 1961), deutscher Literaturwissenschaftler an der Universität Basel
- Simon, Régis (* 1958), französischer Radrennfahrer
- Simon, Reinhard (* 1951), deutscher Theaterintendant und Politiker (BSW), MdL Brandenburg
- Simon, Richard (1638–1712), französischer Exeget, Theologe, Philosoph und Historiker
- Simon, Richard (1898–1993), deutscher Maler
- Simon, Richard Nathan (1865–1934), deutscher Indologe
- Simon, Robby (* 1978), deutscher Kanute
- Simon, Robert (1913–2000), französischer Pfarrer und Wasserspringer
- Simon, Robert (1937–2021), deutscher römisch-katholischer Geistlicher, Generalvikar des Erzbistums München und Freising
- Simon, Robert (* 1946), deutscher Kunstsammler, Galerist, Stifter, Museumsgründer und Museumsleiter
- Simon, Robert (* 1964), deutscher Eishockeyspieler
- Simon, Robert F. (1908–1992), US-amerikanischer Schauspieler
- Simon, Roger L. (* 1943), US-amerikanischer Schriftsteller
- Simon, Roman (* 1974), deutscher Politiker (CDU), MdA
- Simón, Rosana (* 1989), spanische Taekwondoin

##### Simon, S
- Simon, S. Sylvan (1910–1951), US-amerikanischer Regisseur und Produzent
- Simon, Sam (1955–2015), US-amerikanischer FernsehproduzentSam Simon (1955–2015)

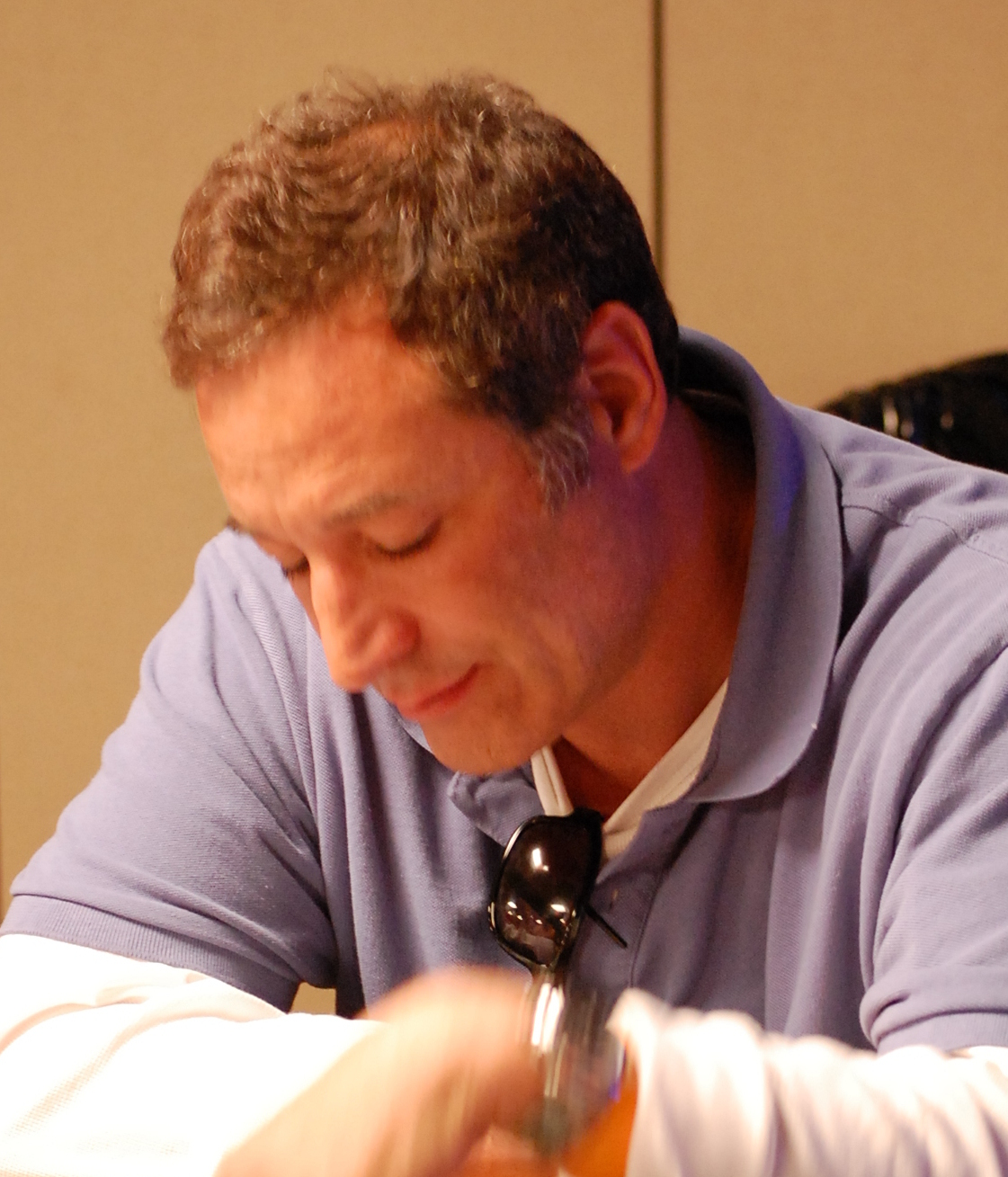
Sam Simon (1955–2015)

- Simón, Santiago (* 2002), argentinischer Fußballspieler
- Simon, Sébastien (* 1990), französischer Hochseesegler und Ingenieur für Struktur- und Verbundwerkstoffe
- Simon, Sensi (* 1979), deutscher Musiker, Musikproduzent, Sänger, Komponist und Texter
- Simon, Shatta (1910–2003), französische Erzieherin
- Simon, Sheila (* 1961), US-amerikanische Politikerin
- Simon, Sherry, kanadische Sprach- und Literaturwissenschaftlerin und Übersetzerin
- Simon, Siegfried Veit (1877–1934), deutscher Botaniker
- Simon, Simon (1857–1925), Schweizer Topograf
- Simon, Simone (1911–2005), französische Schauspielerin
- Simon, Sion Llewelyn (* 1968), britischer Politiker (Labour Party), Mitglied des House of Commons, MdEP
- Simon, Stefan (* 1962), deutsch-amerikanischer Chemiker und Konservierungswissenschaftler
- Simon, Stefan (* 1969), deutscher Fußballspieler
- Simon, Stefan (* 1969), deutscher Rechtsanwalt
- Simon, Stefanie (* 1950), deutsche Sängerin und LaiendarstellerinStefanie Simon (* 1950)

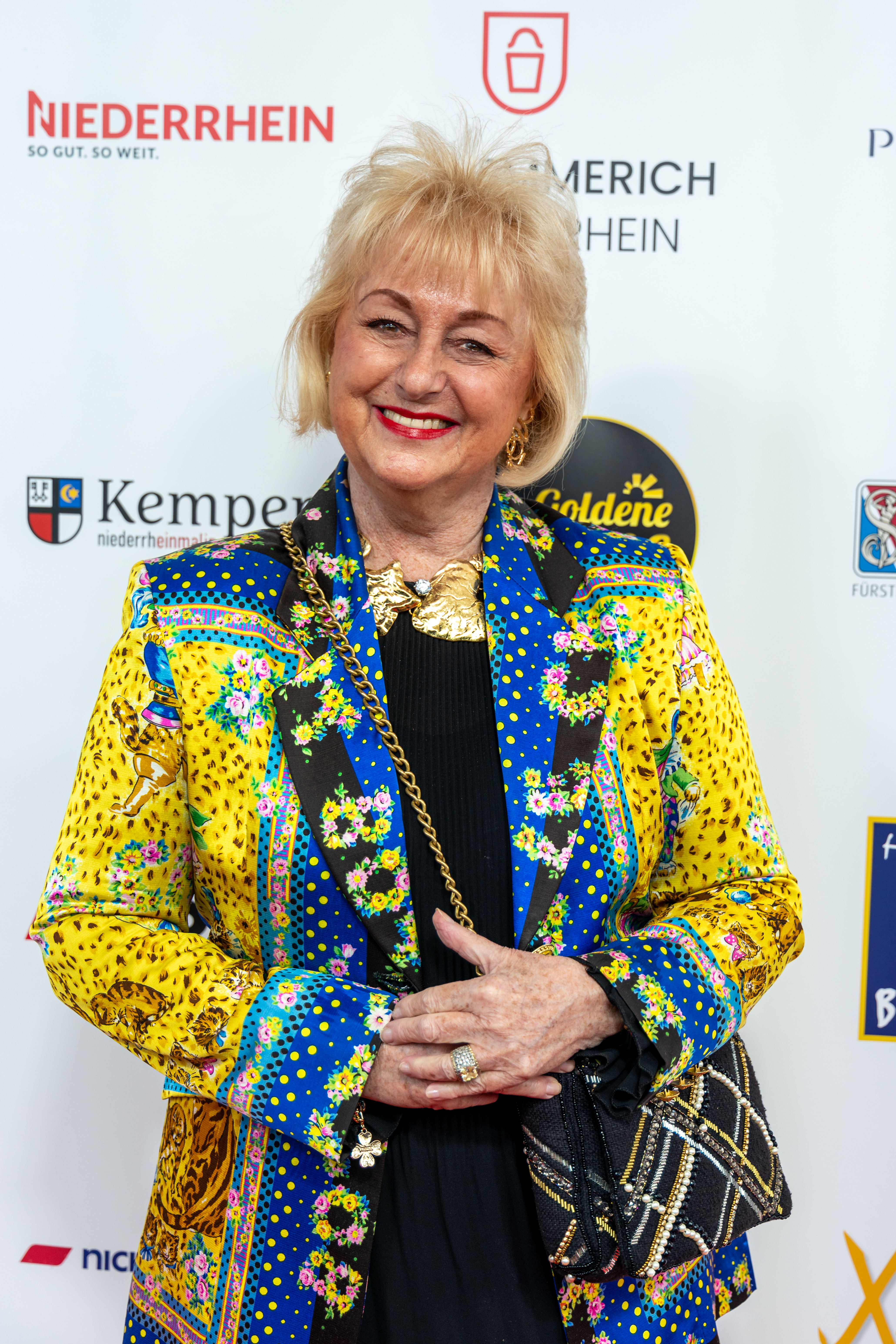
Stefanie Simon (* 1950)

- Simon, Steffen (* 1965), deutscher Sportfunktionär (DFB) und Fußballkommentator
- Simon, Stephen (1937–2013), US-amerikanischer Dirigent und Musikproduzent
- Simon, Susanna (* 1968), deutsche Schauspielerin
- Simon, Sven (1941–1980), deutscher Journalist und Sportfotograf
- Simon, Sven (* 1960), deutscher Theaterschauspieler
- Simon, Sven (* 1971), deutscher Sportjournalist
- Simon, Sven (* 1978), deutscher Rechtswissenschaftler

##### Simon, T
- Simon, Taryn (* 1975), US-amerikanische Künstlerin
- Simon, Ted (* 1931), britischer Journalist und Abenteurer
- Simon, Theo (1947–2025), deutscher Geologe
- Simon, Theobald (1847–1924), deutscher Unternehmer und Brauer
- Simon, Theodor (1841–1874), deutscher Arzt und Psychiater
- Simon, Théodore (1873–1961), französischer Psychologe
- Simon, Theresa (* 1998), deutsche Basketballspielerin
- Simon, Thomas (1794–1869), deutscher Gymnasiallehrer und Sozialpolitiker
- Simon, Thomas (* 1955), deutscher Rechtswissenschaftler
- Simon, Tihamér (* 1932), ungarischer Generalmajor
- Simon, Titus (* 1954), deutscher Buchautor, Sozialarbeiter, Pädagoge, Hochschullehrer und Politiker
- Simon, Tobias (* 1992), deutscher Nordischer Kombinierer
- Simon, Todd (* 1972), kanadischer Eishockeyspieler
- Simon, Tyio (* 1978), antiguanischer Fußballspieler

##### Simon, U
- Simon, Ulrich (1954–2018), deutscher Historiker, Archivar und Schriftsteller
- Simón, Unai (* 1997), spanischer FußballspielerUnai Simón (* 1997)

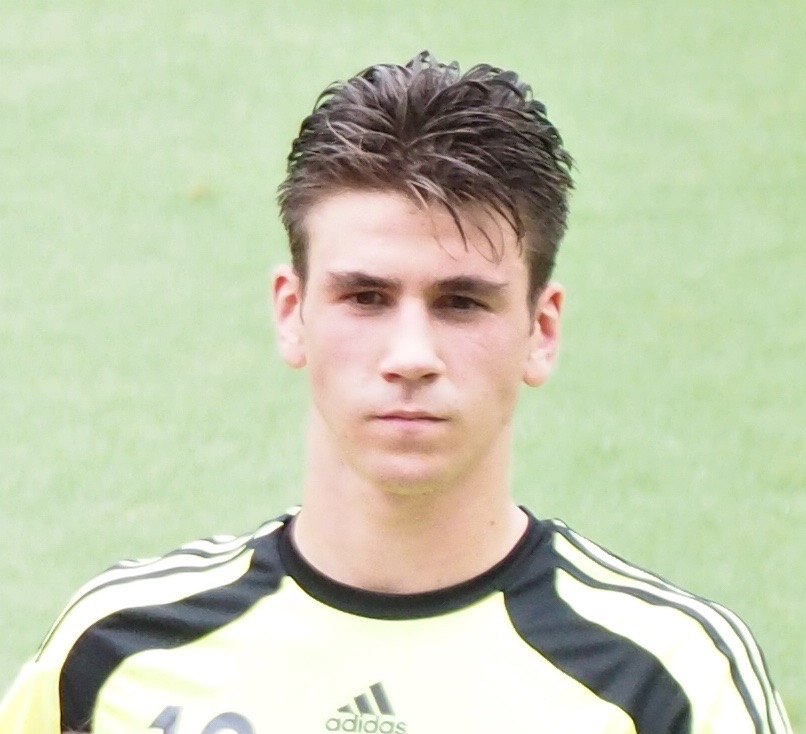
Unai Simón (* 1997)

##### Simon, V
- Simon, Vera (* 1973), deutsche Autorin von Lebenshilfe-Büchern
- Simon, Vincent (* 1983), tahitischer Fußballspieler
- Simon, Virág (* 2002), ungarische Siebenkämpferin

##### Simon, W
- Simon, Walter (1857–1920), deutscher Bankier, Professor und Stadtrat in Königsberg
- Simon, Walter (1893–1981), deutsch-britischer Sinologe
- Simon, Walter (* 1946), deutscher Wirtschafts- und Sozialwissenschaftler
- Simon, Walter (* 1989), deutscher Basketballspieler
- Simon, Walter Michael (1922–1971), US-amerikanischer und britischer Historiker
- Simon, Walter Veit (1882–1958), deutscher Orthopäde und Chirurg
- Simon, Walter von (1864–1945), deutscher Komponist
- Simon, Werner (1900–1973), deutscher Germanist
- Simon, Werner (1928–2016), deutscher Gewerkschaftsführer
- Simon, Werner (* 1950), deutscher römisch-katholischer Theologe
- Simon, Wilhelm (1833–1916), deutscher Eisenbahnmanager und Parlamentarier
- Simon, Wilhelm (1900–1971), deutscher SS-Oberscharführer, Arbeitseinsatzführer im KZ Dora-Mittelbau
- Simon, Wilhelm (1915–1993), deutscher Geologe und Paläontologe
- Simon, Wilhelm (1923–2016), deutscher Agrarwissenschaftler
- Simon, Wilhelm (1929–1992), Schweizer Chemiker
- Simon, William E. (1927–2000), US-amerikanischer Politiker, Finanzminister
- Simon, William Glyn Hughes (1903–1972), britischer anglikanischer Bischof der Church in Wales und Autor
- Simon, Willy, deutscher Musikverleger und -unternehmer in Berlin
- Simon, Wilma (* 1945), deutsche Politikerin (SPD)
- Simon, Winston (1930–1976), trinidadischer Pionier der Steel Pan
- Simon, Wolf (* 1962), deutscher Schlagzeuger
- Simon, Wolfgang (* 1933), deutscher Fußballspieler
- Simon, Wolfgang (1940–2013), deutscher Illustrator und Grafiker
- Simon, Wolfgang (* 1946), deutscher Fußballspieler
- Simon, Wolfgang (1947–2021), österreichischer Kameramann

##### Simon, Y
- Simon, Yehude (* 1947), peruanischer Politiker
- Simon, Yves (1903–1961), französischer Philosoph
- Simon, Yvonne (1917–1992), französische AutomobilrennfahrerinYvonne Simon (1917–1992)

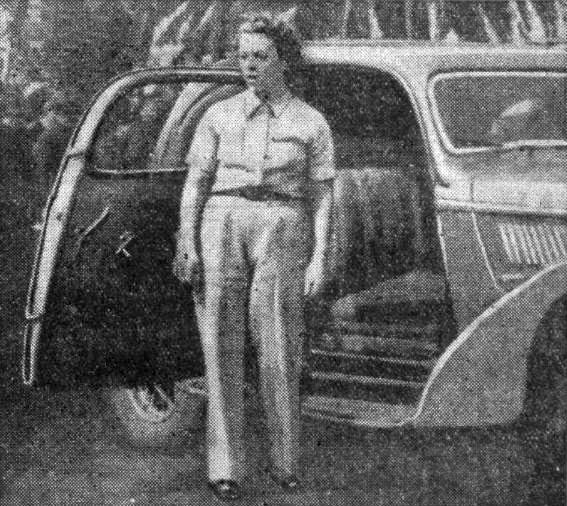
Yvonne Simon (1917–1992)

#### Simon-

##### Simon-B
- Simon-Bach, Cornelia (1941–2018), deutsche Malerin und Zeichnerin

##### Simon-C
- Simon-Chautemps, Julien (* 1978), französischer Motorsport-Ingenieur

##### Simon-K
- Simon-Kennedy, Kira, US-amerikanische Filmproduzentin und Unternehmerin
- Simon-Kuch, Elke (* 1970), deutsche Politikerin (CDU), MdL, Basketballfunktionärin und Unternehmerin

##### Simon-M
- Simon-Muscheid, Katharina (1953–2012), Schweizer Historikerin

##### Simon-P
- Simon-Pierre, Marie (* 1961), französische Ordensschwester und Hebamme

##### Simon-R
- Simon-Ritz, Frank (* 1962), deutscher Bibliothekar und Kulturwissenschaftler

##### Simon-S
- Simon-Sam, Tirésias (1835–1916), haitianischer Politiker und Präsident von Haiti
- Simon-Schaefer, Roland (1944–2010), deutscher Philosoph

##### Simon-W
- Simon-Weidner, Rolf (* 1951), deutscher Maler und Keramiker

#### Simona
- Simona, Luigi (1874–1968), Schweizer Pfarrer, Kunsthistoriker und Publizist
- Simonaitytė, Ieva (1897–1978), litauische Schriftstellerin
- Simonaitytė, Živilė (* 1986), litauische Politikerin, stellvertretende Generalauditorin Litauens
- Simonal, Wilson (1938–2000), brasilianischer Sänger
- Simonart, Fernand (1888–1966), belgischer Mathematiker
- Simonavičius, Jaunius (* 1954), litauischer Politiker
- Simonavičiūtė, Agnė (* 1995), litauische Ballonsportlerin
- Simonavičiūtė, Judita (* 1956), litauische Politikerin
- Simonazzi, André (1968–2024), Schweizer Vizekanzler, Sprecher des Bundesrats
- Simonazzi, Roberto (* 1963), deutscher Leichtathlet und Sporttherapeut

#### Simonc
- Simoncelli, Davide (* 1979), italienischer Skirennläufer
- Simoncelli, Girolamo (1522–1605), italienischer Kardinal der Römischen Kirche
- Simoncelli, Marco (1987–2011), italienischer MotorradrennfahrerMarco Simoncelli (1987–2011)

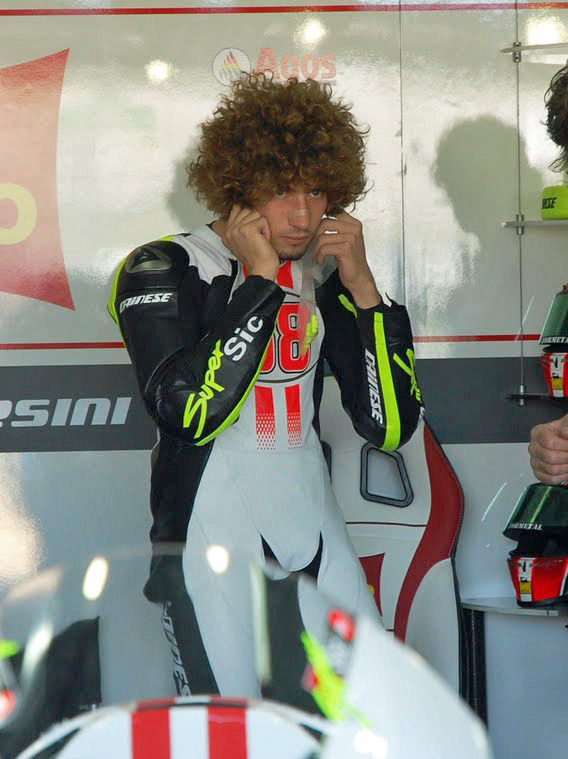
Marco Simoncelli (1987–2011)

- Simoncelli, Stefano (1946–2013), italienischer Florettfechter
- Simoncini, Aldo (* 1986), san-marinesischer Fußballspieler
- Simoncini, Anita (* 1999), san-marinesische Sängerin
- Simoncini, Davide (* 1986), san-marinesischer Fußballspieler
- Simoncini, Giacomo (* 1994), san-marinesischer Sportmanager und Politiker

#### Simond
- Simond, Anne-Marie (* 1941), Schweizer Künstlerin und Schriftstellerin
- Simond, Daniel (1904–1973), Schweizer Schriftsteller
- Simond, George Miéville (1867–1941), englischer Tennisspieler
- Simond, Gérard (1904–1955), französischer Eishockeyspieler
- Simond, Jean-Christophe (* 1960), französischer Eiskunstläufer
- Simond, Margot (2007–2025), französische Skirennläuferin
- Simondi, Bernard (* 1953), französischer Fußballtrainer
- Simondo, Piero (1928–2020), italienischer Künstler und Maler
- Simondon, Gilbert (1924–1989), französischer Philosoph
- Simonds, Charles (* 1945), US-amerikanischer Bildhauer
- Simonds, Gavin, 1. Viscount Simonds (1881–1971), britischer Richter, Lordkanzler des Vereinigten Königreichs
- Simonds, George Blackall (1843–1929), englischer Bildhauer und Brauereidirektor
- Simonds, George S. (1874–1938), US-amerikanischer Offizier, Generalmajor der US-Army
- Simonds, Guy (1903–1974), kanadischer Offizier und General während und nach dem Zweiten WeltkriegGuy Simonds (1903–1974)

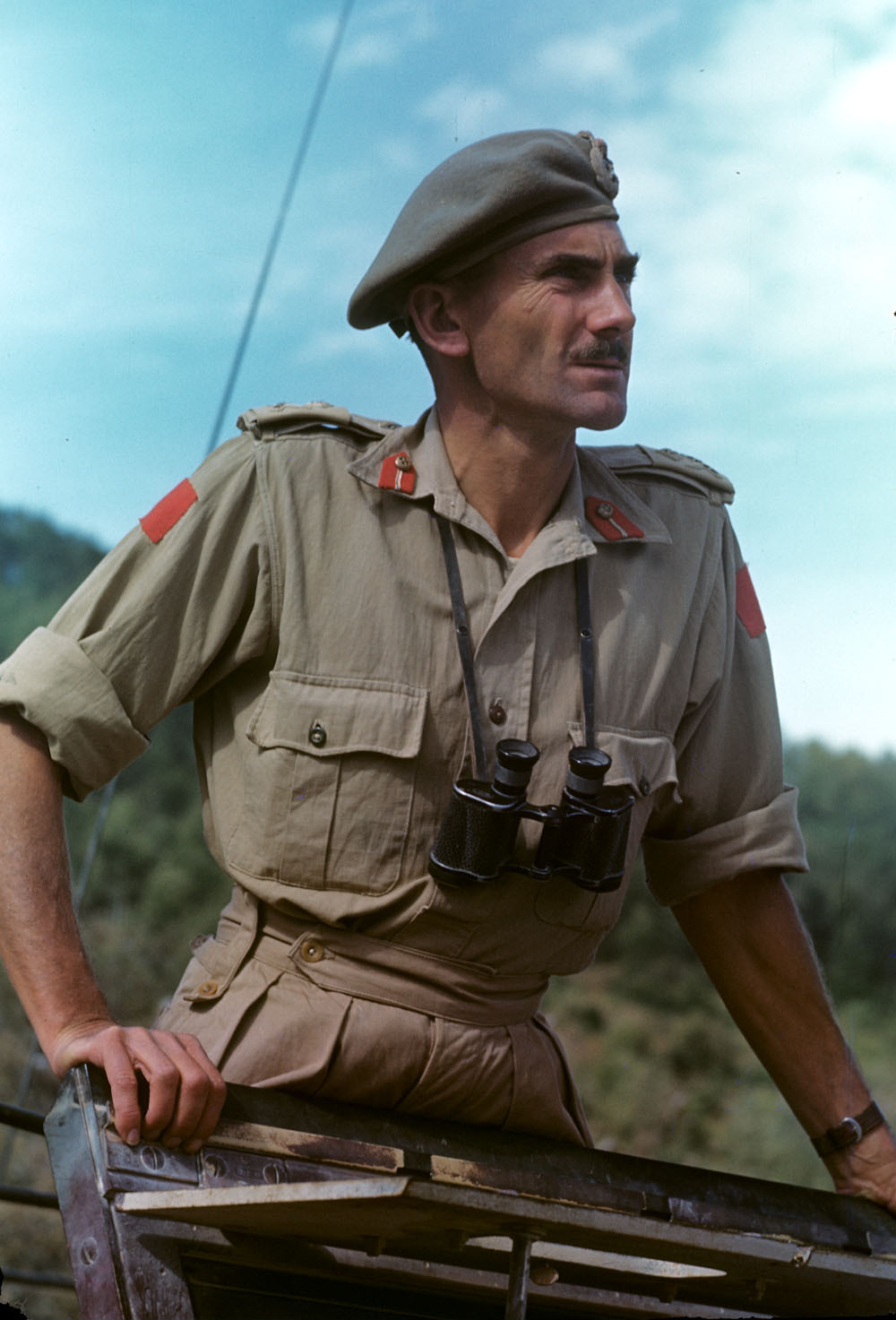
Guy Simonds (1903–1974)

- Simonds, Robert (* 1964), US-amerikanischer Filmproduzent
- Simonds, Walter M. (1911–1992), US-amerikanischer Szenenbildner und Artdirector
- Simonds, Wendy (* 1962), US-amerikanische Soziologin und Hochschullehrerin
- Simonds, William E. (1842–1903), US-amerikanischer Politiker

#### Simone
- Simone Doria, genuesischer Admiral
- Simone, Afric (* 1939), mosambikanischer Sänger und Komponist
- Simone, Albin de la (* 1970), französischer Chansonnier
- Simone, Alessandra (* 2003), italienische Tennisspielerin
- Simone, Alina (* 1974), US-amerikanische Sängerin und Autorin
- Simone, Dominique (* 1971), US-amerikanische Pornodarstellerin
- Simone, Franco (1913–1976), italienischer Romanist, Französist und Renaissancespezialist
- Simone, Gail (* 1974), US-amerikanische Comic-Autorin
- Simone, Gustavo de (* 1948), uruguayischer Fußballspieler und Trainer
- Simone, Hannah (* 1980), britische Schauspielerin
- Simone, Johnny (1913–1967), französischer Unternehmer und Autorennfahrer
- Simoné, Kerstin (* 1963), deutsche Schriftstellerin und Medium
- Simone, Lisa (* 1962), US-amerikanische Sängerin und Schauspielerin
- Simone, Lovie (* 1998), US-amerikanische Schauspielerin
- Simone, Marco (* 1969), italienischer Fußballspieler
- Simone, Mercedes (1904–1990), argentinische Tangosängerin, -dichterin und -komponistin
- Simone, Nicola (* 1898), italienischer Diplomat
- Simone, Nina (1933–2003), US-amerikanische Musikerin, Jazz- und Bluessängerin, Pianistin und SongschreiberinNina Simone (1933–2003)

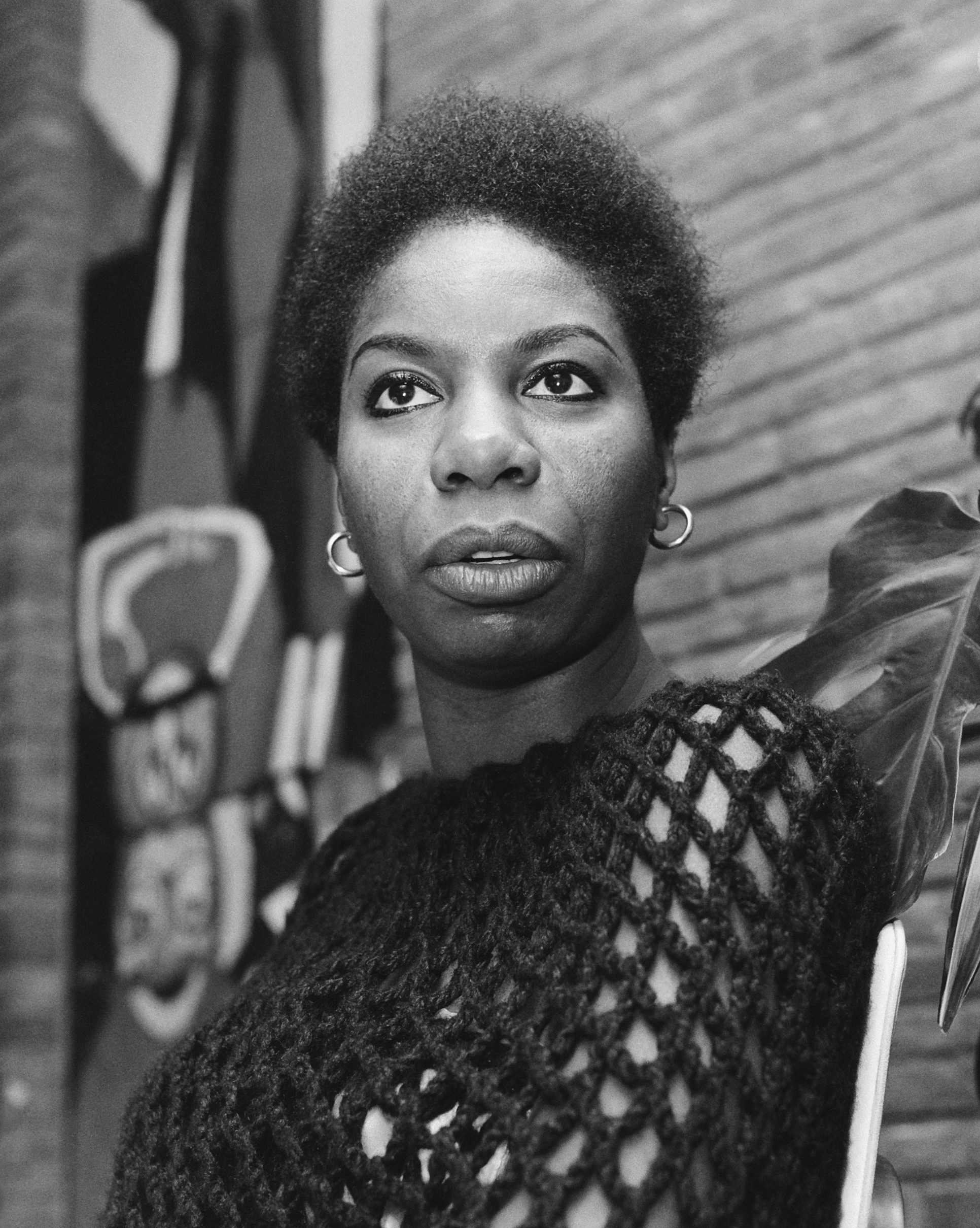
Nina Simone (1933–2003)

- Simone, Peter Joseph (* 1945), US-amerikanischer Mobster
- Simoneau, Dan (* 1959), US-amerikanischer Skilangläufer
- Simoneau, Léopold (1916–2006), kanadischer Opern- und Konzertsänger (lyrischer Tenor)
- Simoneau, Yves (* 1955), kanadischer Filmregisseur und Drehbuchautor
- Simoneit, Ferdinand (1925–2010), deutscher Journalist, Bestsellerautor und Journalistenlehrer
- Simoneit, Max (1896–1962), deutscher Militärpsychologe und Offizier
- Šimonek, Arnold (* 1990), slowakisch Fußballspieler
- Simonek, Madeleine (* 1961), Schweizer Rechtswissenschaftlerin
- Simonelli, Carlo (* 1938), Schweizer Volksmusikant
- Simonelli, Giorgio (1901–1966), italienischer Filmregisseur und Filmeditor
- Simonelli, Giovanni (1926–2007), italienischer Drehbuchautor und Filmregisseur
- Simonelli, Lorenzo (* 2002), italienischer Leichtathlet
- Simonelli, Sepp (1936–2014), Schweizer Bassist
- Simonelli, Virginio (* 1985), italienischer Popsänger und Songwriter
- Simonen, Aarre (1913–1977), finnischer Politiker, Mitglied des Reichstags
- Simonen, Vieno (1898–1994), finnische Politikerin (Landbund), Abgeordnete und Ministerin
- Simonenko, Igor Borissowitsch (1935–2008), russischer Mathematiker
- Simoner, Franz (1898–1955), österreichischer Politiker (CSP, ÖVP), Landtagsabgeordneter
- Simoneschi-Cortesi, Chiara (* 1946), Schweizer Politikerin
- Simonescu, Dan (1902–1993), rumänischer Romanist, Rumänist und Buchwissenschaftler
- Simonet, Claude (1930–2023), französischer Fußballspieler, Präsident des Französischen Fußballbundes FFF
- Simonet, Denis (* 1985), Schweizer Politiker (Piratenpartei)
- Simonet, Diego (* 1989), argentinischer Handballspieler
- Simonet, Eléonore (* 1997), belgische Politikerin
- Simonet, Enrique (1866–1927), spanischer Maler
- Simonet, Henri (1931–1996), belgischer Politiker und Minister
- Simonet, Jacques (1963–2007), belgischer Politiker
- Simonet, Jean (1927–2022), belgischer Marathonläufer
- Simonet, Livio (* 1998), Schweizer Skirennfahrer
- Simonet, Mathieu (* 1975), französischer Schauspieler, Regisseur und Filmproduzent
- Simonet, Pablo (* 1992), argentinischer Handballspieler
- Simonet, Sandro (* 1995), Schweizer Skirennfahrer
- Simonet, Sebastián (* 1986), argentinischer Handballspieler
- Simonetta, Alberico (1694–1739), italienischer Priester, Prothonotar und Bischof von Como
- Simonetta, Cicco († 1480), Politiker und Berater von Bona von Savoyen
- Simonetta, Giacomo (1475–1539), italienischer Kardinal
- Simonetta, Ludovico († 1568), Kardinal der katholischen Kirche
- Simonetti, Angelo (1861–1950), italienischer Geistlicher, Bischof von Pescia
- Simonetti, Attilio (1843–1925), italienischer Maler und Kunsthändler
- Simonetti, Christian Ernst (1700–1782), lutherischer Theologe
- Simonetti, Enrico (1924–1978), italienischer Pianist und Filmkomponist
- Simonetti, Flaminia (* 1997), italienische Fußballspielerin
- Simonetti, Giovanni (1652–1716), Schweizer Baumeister
- Simonetti, Giulio (1659–1729), Schweizer Baumeister
- Simonetti, Gloria (* 1948), chilenische Sängerin
- Simonetti, Johann Wilhelm (1690–1776), deutscher Komponist und Kapellmeister
- Simonetti, Laurent (1959–2008), französischer Bühnenmusiker
- Simonetti, Lorenzo (1789–1855), Kardinal der katholischen Kirche
- Simonetti, Manlio (1926–2017), italienischer Patristiker
- Simonetti, Mauro (1948–1986), italienischer Radrennfahrer
- Simonetti, Raniero Felice (1675–1749), italienischer Geistlicher, Kardinal der römisch-katholischen Kirche
- Simonetti, Riccardo (* 1993), deutsch-italienischer Moderator und AutorRiccardo Simonetti (* 1993)

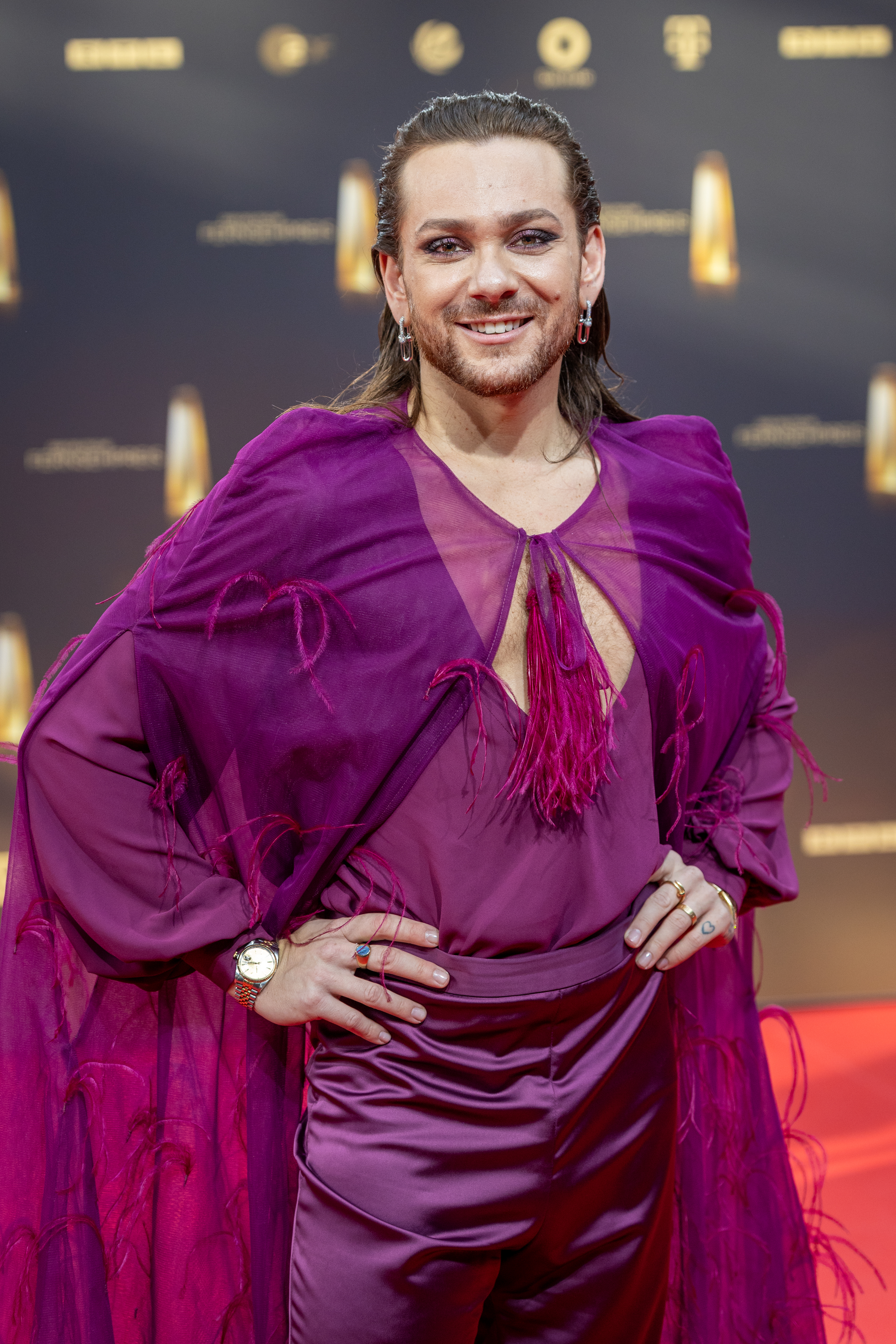
Riccardo Simonetti (* 1993)

- Simonetto de Portela, Noëmi (1926–2011), argentinische Leichtathletin

#### Simoni
- Simoni, Dario (1901–1984), italoamerikanischer Artdirector und Szenenbildner
- Simoni, Edward (* 1959), deutsch-polnischer Panflötist
- Simoni, Ernest (* 1928), albanischer römisch-katholischer Geistlicher, Kardinal
- Simoni, Gastone (1937–2022), italienischer Geistlicher und römisch-katholischer Bischof von Prato
- Simoni, Giampiero (* 1969), italienischer Automobilrennfahrer
- Simoni, Gilberto (* 1971), italienischer Radrennfahrer
- Simoni, Ioannis (* 2000), griechischer Sprinter
- Simoni, Luciano (1932–2010), italienischer Komponist und Wissenschaftler
- Simoni, Mariella (* 1948), italienisch-französische bildende Künstlerin
- Simoni, Renato (1875–1952), italienischer Dramatiker, Kritiker, Journalist, Regisseur und Librettist
- Simoni, Simon (* 2004), albanischer Fußballtorhüter
- Simoni, Zef (1928–2009), albanischer Geistlicher und Weihbischof im Erzbistum Shkodra
- Simoni-Aurembou, Marie-Rose (1936–2012), französische Linguistin, Romanistin und Dialektologin
- Simonian, Adrineh (* 1973), armenisch-österreichische Sängerin (Mezzosopran) und Regisseurin
- Simonian, Nariné (* 1965), armenische Pianistin, Orgelspielerin und Operndirektorin
- Simonian, Rupert (* 1991), britischer Schauspieler
- Simonian, Serop (* 1941), armenisch-deutscher Antikenhändler
- Simonian, Stepan (* 1981), deutscher Pianist
- Simonida (1294–1340), fünfte und letzte Ehefrau des Königs von Raszien, Stefan Uroš II. Milutin
- Simonides von Keos, griechischer Dichter
- Simonides, Jörg (* 1956), deutscher Schauspieler und Hörspielsprecher
- Simonides, Konstantinos (* 1820), griechischer Fälscher antiker Texte
- Simonigh, Carlo (1936–2014), italienischer Bahnradsportler
- Simonin, Albert (1905–1980), französischer Autor und Lexikograf
- Simonin, Francine (1936–2020), schweizerisch-kanadische bildende Künstlerin
- Simonin, Henri (1855–1927), Schweizer Politiker, Journalist und Rechtsanwalt
- Simonin, Michel (1947–2000), französischer Romanist und Literaturwissenschaftler
- Simonin, Pierre-Yves (* 1937), Schweizer Historiker und Diplomat
- Simonini, Alberto (1896–1960), italienischer Politiker, Mitglied der Abgeordnetenkammer und Minister
- Simonis, Adrianus Johannes (1931–2020), niederländischer Kardinal und Erzbischof von Utrecht
- Simonis, Alfred (1842–1931), belgischer Politiker und Senatspräsident
- Simonis, Annette (* 1965), deutsche Literaturwissenschaftlerin und Hochschullehrerin
- Simonis, Christian (* 1956), österreichischer Dirigent
- Simonis, Georg (* 1943), deutscher Politikwissenschaftler
- Simonis, George (1885–1971), rumänischer Komponist und Musikpädagoge
- Simonis, Gottfried, deutscher Kantatendichter
- Simonis, Gregor († 1581), deutscher Abt im Kloster Himmerod
- Simonis, Heide (1943–2023), deutsche Politikerin (SPD), MdL, MdB, Ministerpräsidentin von Schleswig-HolsteinHeide Simonis (1943–2023)

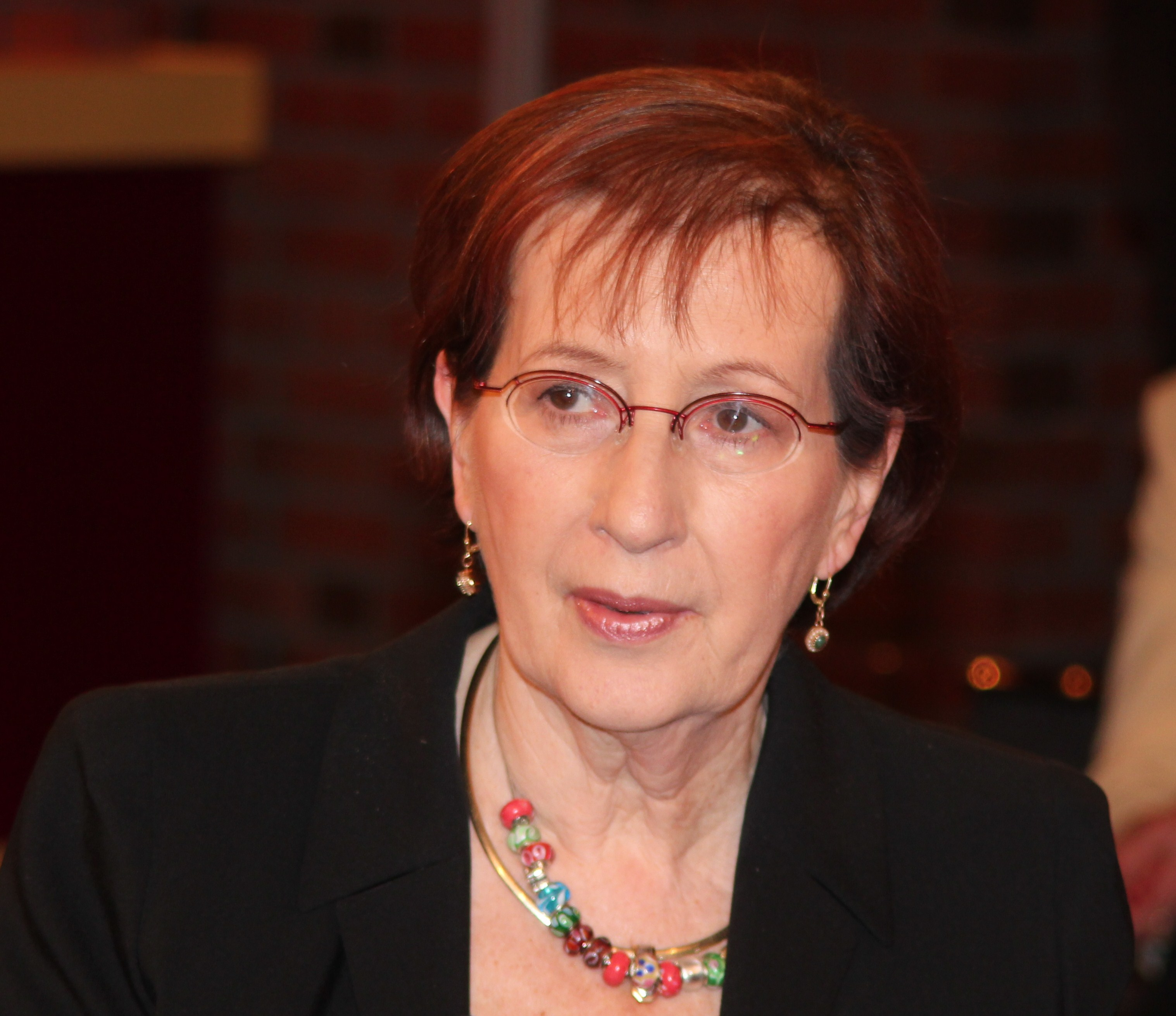
Heide Simonis (1943–2023)

- Simonis, Heinrich (1766–1821), preußischer Landrat
- Simonis, Henri (1640–1725), Tuchfabrikant und Gründer der Simonis-Billardtuchfabrik
- Simonis, Hugo (1874–1949), deutscher Chemiker und Hochschullehrer
- Simonis, Iwan (1769–1829), Billardtuchfabrikant und Initiator der europäischen Festlandindustrialisierung 1799
- Simonis, Jacob Ignatius (1831–1903), deutscher Geistlicher, Hochschullehrer und Politiker, MdR
- Simonis, Johann (1698–1768), deutscher evangelischer Theologe und Orientalist
- Simonis, Karl Josef (1902–1983), deutscher Jurist und Politiker (CDU)
- Simonis, Linda (* 1965), deutsche Literaturwissenschaftlerin
- Simonis, Ludwig (1826–1890), deutscher Verwaltungsjurist, Bürgermeister von Lübz
- Simonis, Nikolaus († 1654), deutscher Abt in der Abtei Rommersdorf
- Simonis, Paul (1912–1996), deutscher Politiker (FDP, DPS), MdL
- Simonis, Paul (* 1985), niederländischer FußballtrainerPaul Simonis (* 1985)

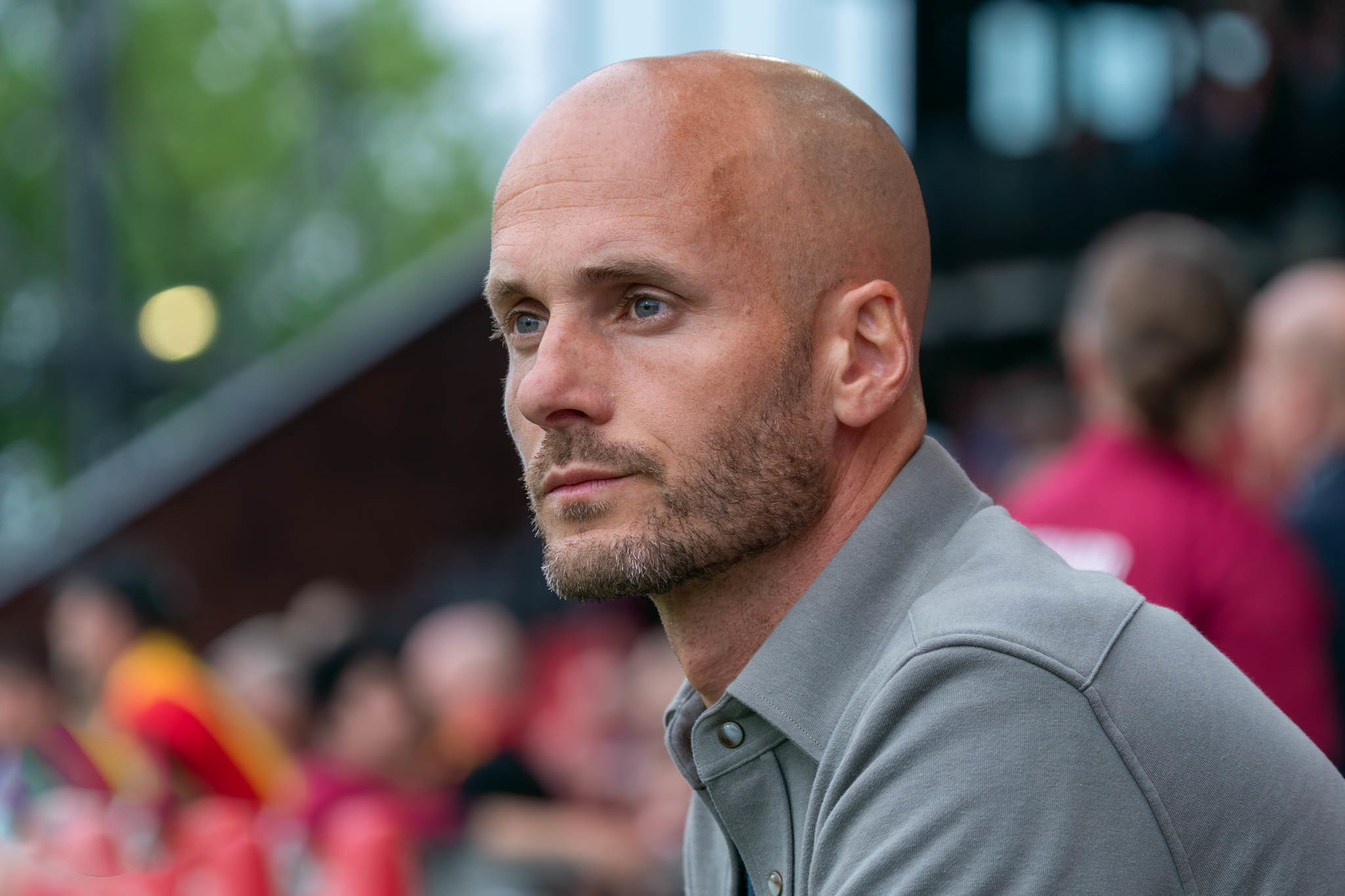
Paul Simonis (* 1985)

- Simonis, Philipp (1532–1587), Notar des Speyerer Domstifts, Historiker und Chronist
- Simonis, Simos (* 1966), zyprischer Bogenschütze
- Simonis, Udo E. (* 1937), deutscher Ökonom, Professor für Umweltpolitik und Ökonomie
- Simonis, Walter (1940–2012), deutscher Theologe
- Simonis, Wilhelm (1909–2003), deutscher Botaniker
- Simonischek, Kaspar (* 1997), österreichischer Schauspieler
- Simonischek, Max (* 1982), Schweizer Schauspieler
- Simonischek, Peter (1946–2023), österreichischer SchauspielerPeter Simonischek (1946–2023)

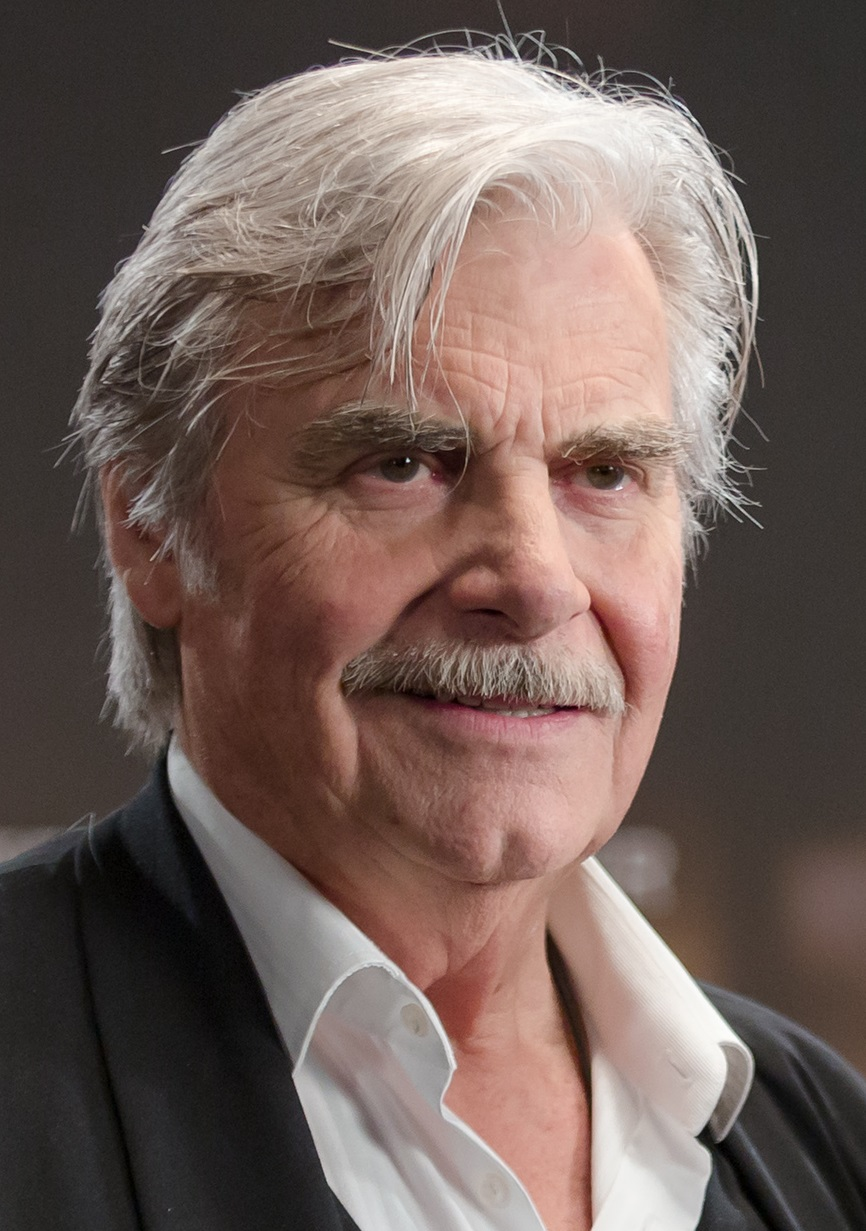
Peter Simonischek (1946–2023)

- Simonitch, Mark (* 1957), US-amerikanischer Spieleautor
- Simoniti, Veronika (* 1967), slowenische Übersetzerin und Schriftstellerin
- Simonius, Alfons (1855–1920), Schweizer Ingenieur, Unternehmer, Oberst und Bankier
- Simonius, August (1885–1957), Schweizer Rechtswissenschaftler
- Simonius, Johannes (1565–1627), deutscher Philosoph, Professor an den Universitäten in Rostock und Uppsala
- Simonius, Simon († 1602), italienischer Mediziner
- Simonius, Theodor (1854–1931), Schweizer Unternehmer

#### Simonj
- Simonjan, Alen (* 1980), armenischer Politiker, Präsident der Nationalversammlung
- Simonjan, Artjom (* 1995), armenischer Fußballspieler
- Simonjan, Hripsime (1916–1998), sowjetisch-armenische Bildhauerin und Hochschullehrerin
- Simonjan, Margarita Simonowna (* 1980), russische Journalistin und Redakteurin
- Simonjan, Nikita Pawlowitsch (* 1926), armenisch-russischer Fußballspieler und -trainer

#### Simonl
- Simonlatser, Timo (* 1986), estnischer Skilangläufer

#### Simonn
- Simonnæs, Ingrid (* 1942), norwegische Übersetzungswissenschaftlerin und Hochschullehrerin
- Simonneaux, Louis (1916–2009), französischer Geistlicher, römisch-katholischer Bischof von Versailles, Frankreich
- Simonnet, Danielle (* 1971), französische Politikerin
- Simonnot, Gérard (* 1953), französischer Radrennfahrer
- Simonnot, Philippe (1941–2022), französischer Ökonom und Publizist

#### Simono
- Simonon, Paul (* 1955), englischer Punk-Musiker von The ClashPaul Simonon (* 1955)

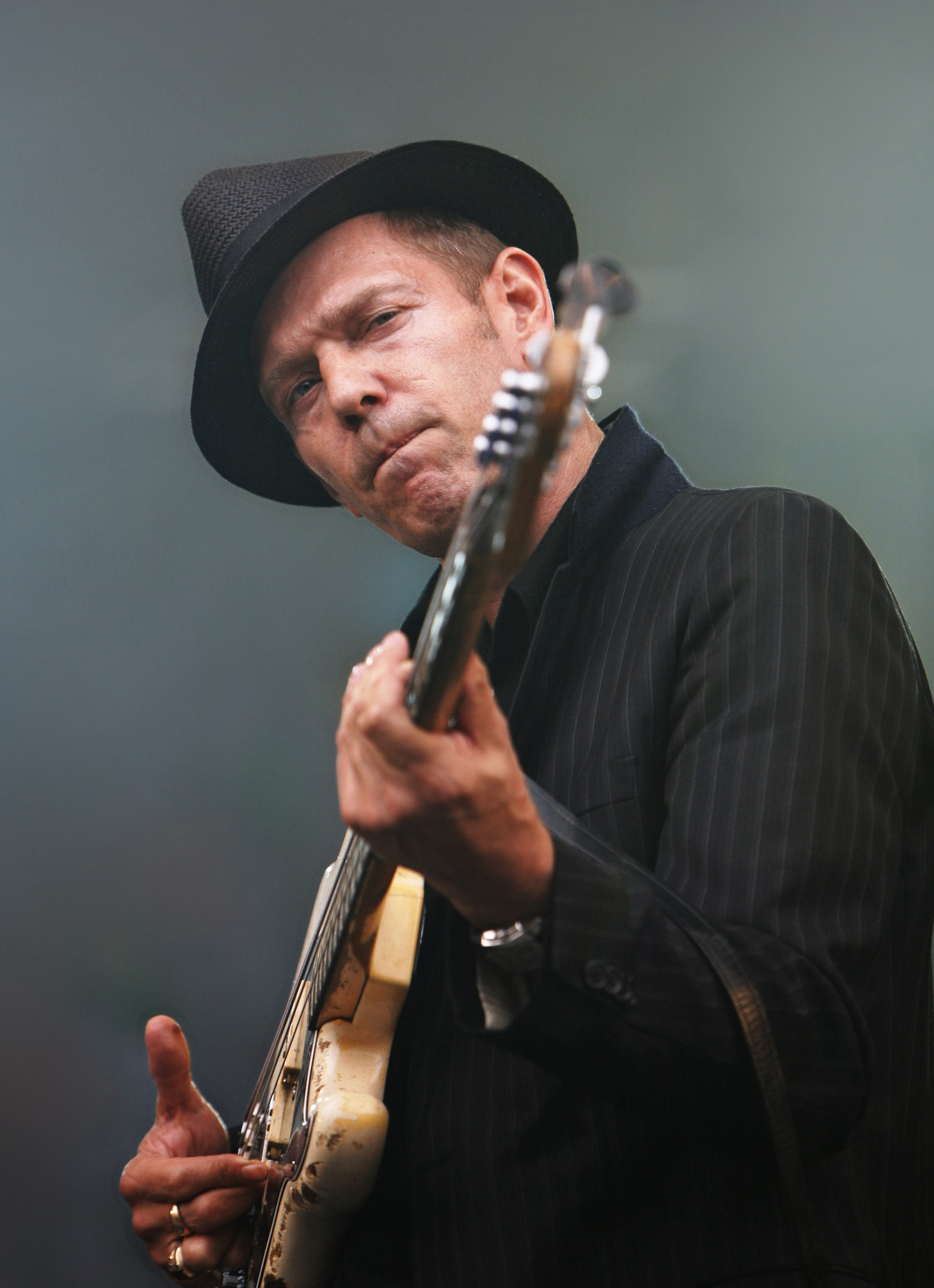
Paul Simonon (* 1955)

- Simonot, Chantal (* 1962), französische Politikerin (FN), MdEP
- Simonot, Renée (1911–2021), französische Schauspielerin und Synchronsprecherin
- Simonović, Boško (1898–1965), jugoslawischer Fußballtrainer
- Šimonović, Dubravka (* 1958), kroatische Juristin und Menschenrechtsexpertin
- Šimonović, Ivan (* 1959), kroatischer Rechtswissenschaftler, Politiker und Diplomat
- Simonovič, Ivan (* 1973), slowenischer Handballspieler und -trainer
- Simonović, Ljubodrag (* 1949), serbischer Basketballspieler
- Simonović, Marko (* 1986), serbischer Basketballspieler
- Šimonovič, Miroslav (* 1974), slowakischer Eishockeytorwart
- Simonović, Saša (* 1975), serbischer Fußballspieler
- Simonovits, Miklós (* 1943), ungarischer Mathematiker
- Simonovski, Marko (* 1992), mazedonischer Fußballspieler
- Simonow, Alexei Kirillowitsch (* 1939), russischer Regisseur und Menschenrechtler
- Simonow, Juri Antonowitsch (* 1934), russischer Physiker
- Simonow, Juri Iwanowitsch (* 1941), russischer Dirigent
- Simonow, Konstantin Michailowitsch (1915–1979), russischer SchriftstellerKonstantin Michailowitsch Simonow (1915–1979)

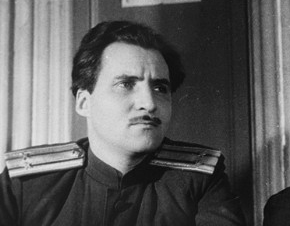
Konstantin Michailowitsch Simonow (1915–1979)

- Simonow, Sergei Gawrilowitsch (1894–1986), russischer Waffenkonstrukteur
- Simonow, Wladimir Wassiljewitsch (1935–2020), sowjetischer und russischer Ingenieur und Erfinder
- Simonowa, Inna (* 1990), kasachische Shorttrackerin
- Simonowicz, Jakob von (1827–1905), österreichisch-polnischer Politiker und Richter
- Simonowitsch, Adelaida Semjonowna (1844–1933), russische bzw. sowjetische Pädagogin
- Simonowitsch-Jefimowa, Nina Jakowlewna (1877–1948), russische bzw. sowjetische Malerin

#### Simons
- Simons, Adam (1770–1834), niederländischer reformierter Theologe, Dichter, Rhetoriker und Historiker
- Simons, Amory Coffin (1866–1959), US-amerikanischer Bildhauer
- Simons, Andreas (1823–1900), deutscher Architekt und Publizist
- Simons, Anfernee (* 1999), US-amerikanischer BasketballspielerAnfernee Simons (* 1999)
- Simons, Ann (* 1980), belgische Judoka

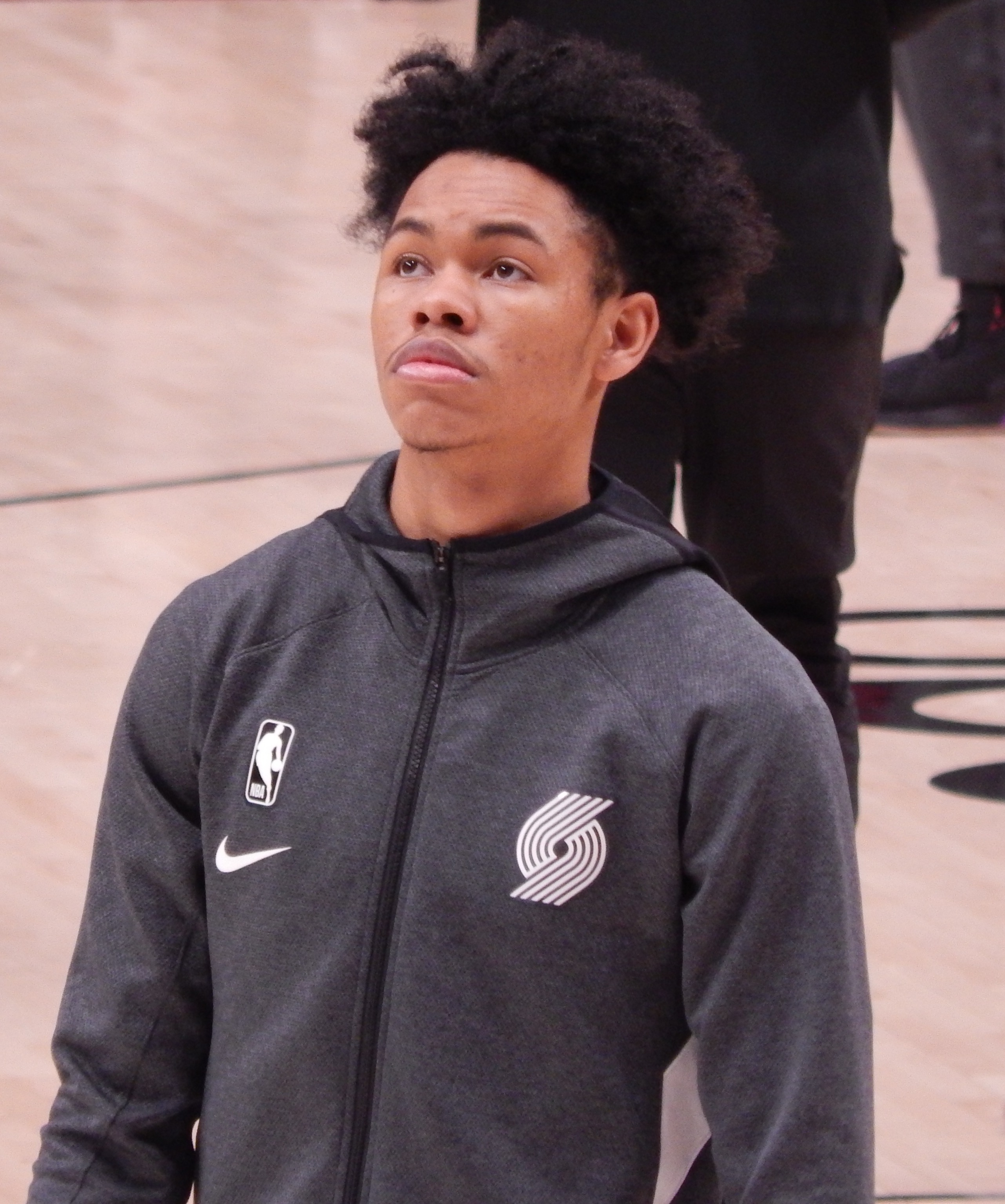
Anfernee Simons (* 1999)

- Simons, Anna (1871–1951), deutsche Kalligraphin und Typographin
- Simons, Arthur (1877–1942), deutscher Neurologe
- Simons, Arthur D. (1918–1979), US-amerikanischer Offizier
- Simons, Aubrey (1921–2014), englischer Tischtennisspieler
- Simons, Barbara (* 1929), deutsche Politikerin (SPD), MdEP
- Simons, Berthold (1918–1980), deutscher römisch-katholischer Ordensgeistlicher
- Simons, Carl (1877–1960), preußischer Beamter, Regierungspräsident in Sigmaringen (1933–1939)
- Simons, Carla (1903–1943), niederländische Schriftstellerin, Übersetzerin und Romanistin, Opfer des Nationalsozialismus
- Simons, Casey (* 1985), US-amerikanischer Biathlet und Skilangläufer
- Simons, Charles-Mathias (1802–1874), luxemburgischer Jurist und Politiker
- Simons, David (1860–1930), niederländischer Rechtswissenschaftler
- Simons, Eberhard (1937–2005), deutscher Philosoph
- Simons, Elwyn L. (1930–2016), US-amerikanischer Primatologe und Paläoanthropologe
- Simons, Ernst (1919–2006), deutscher Religionspädagoge, Überlebender des KZ Bergen-Belsen
- Simons, Eva (* 1984), niederländische Sängerin
- Simons, Frans (1908–2002), niederländischer Ordensgeistlicher, römisch-katholischer Bischof
- Simons, Gerd (* 1951), deutscher Fußballspieler
- Simons, Gustav (1861–1914), deutscher, völkischer Lebensreformer
- Simons, Hanns (1925–1984), deutscher Bauingenieur und Hochschullehrer in Braunschweig
- Simons, Hanns Alexander (1900–1939), deutscher Bauingenieur und Rektor der Technischen Hochschule Hannover
- Simons, Hans (1893–1972), deutscher Jurist, Verwaltungsbeamter und PolitikwissenschaftlerHans Simons (1893–1972)

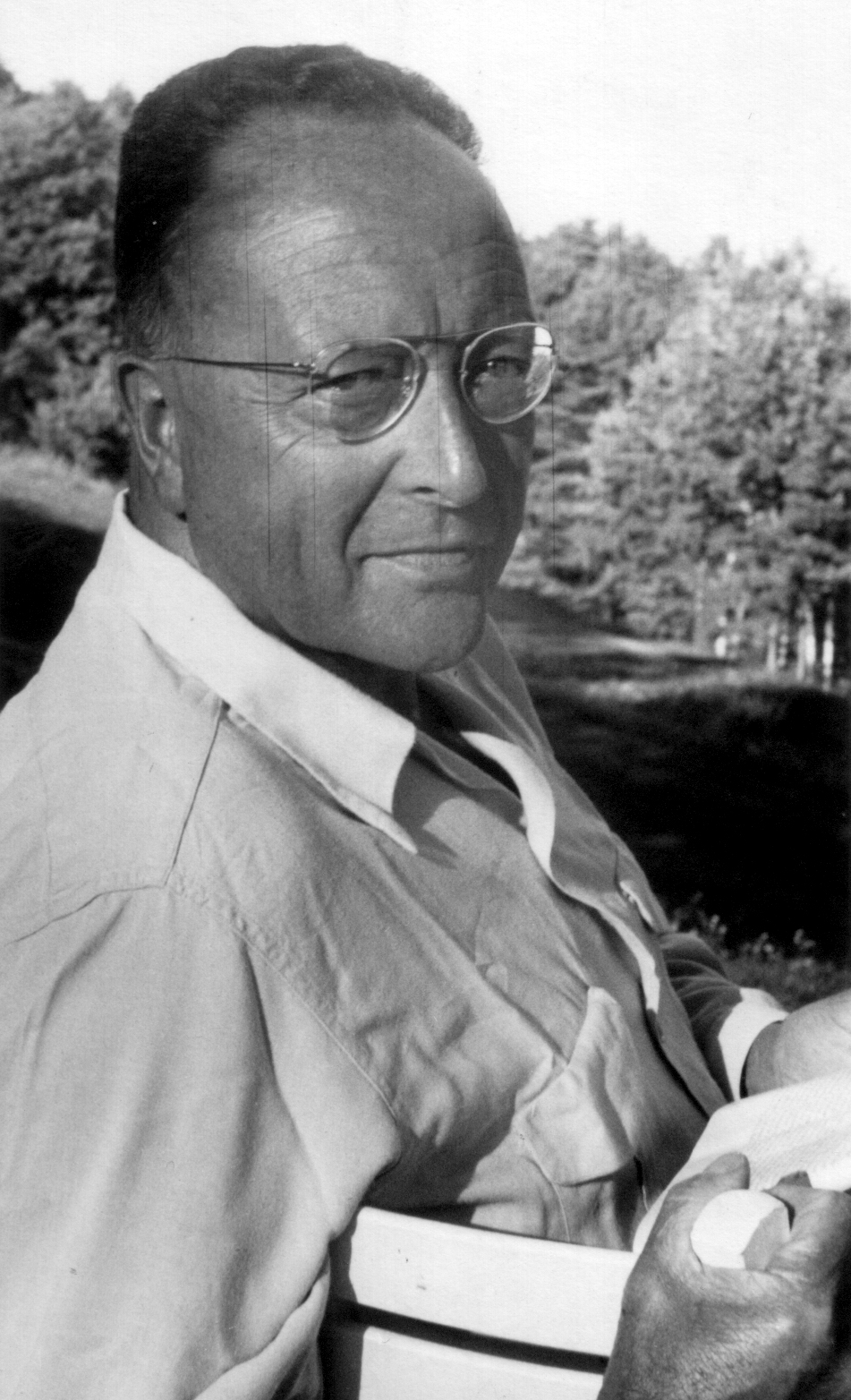
Hans Simons (1893–1972)

- Simons, Hellmuth (1893–1969), deutscher Biologe und Bakteriologe
- Simons, Henry Calvert (1899–1946), US-amerikanischer Ökonom und Hochschullehrer
- Simons, Heribert (* 1937), deutscher Sportpsychologe
- Simons, Hermann Joseph (1799–1867), deutscher Landrat und Politiker
- Simons, Hilarius (1927–2021), deutscher Kaufmann und Pferdesportfunktionär
- Simons, Jack (* 1945), US-amerikanischer Chemiker
- Simons, James (1938–2024), US-amerikanischer Mathematiker, Milliardär und HedgefondsmanagerJames Simons (1938–2024)

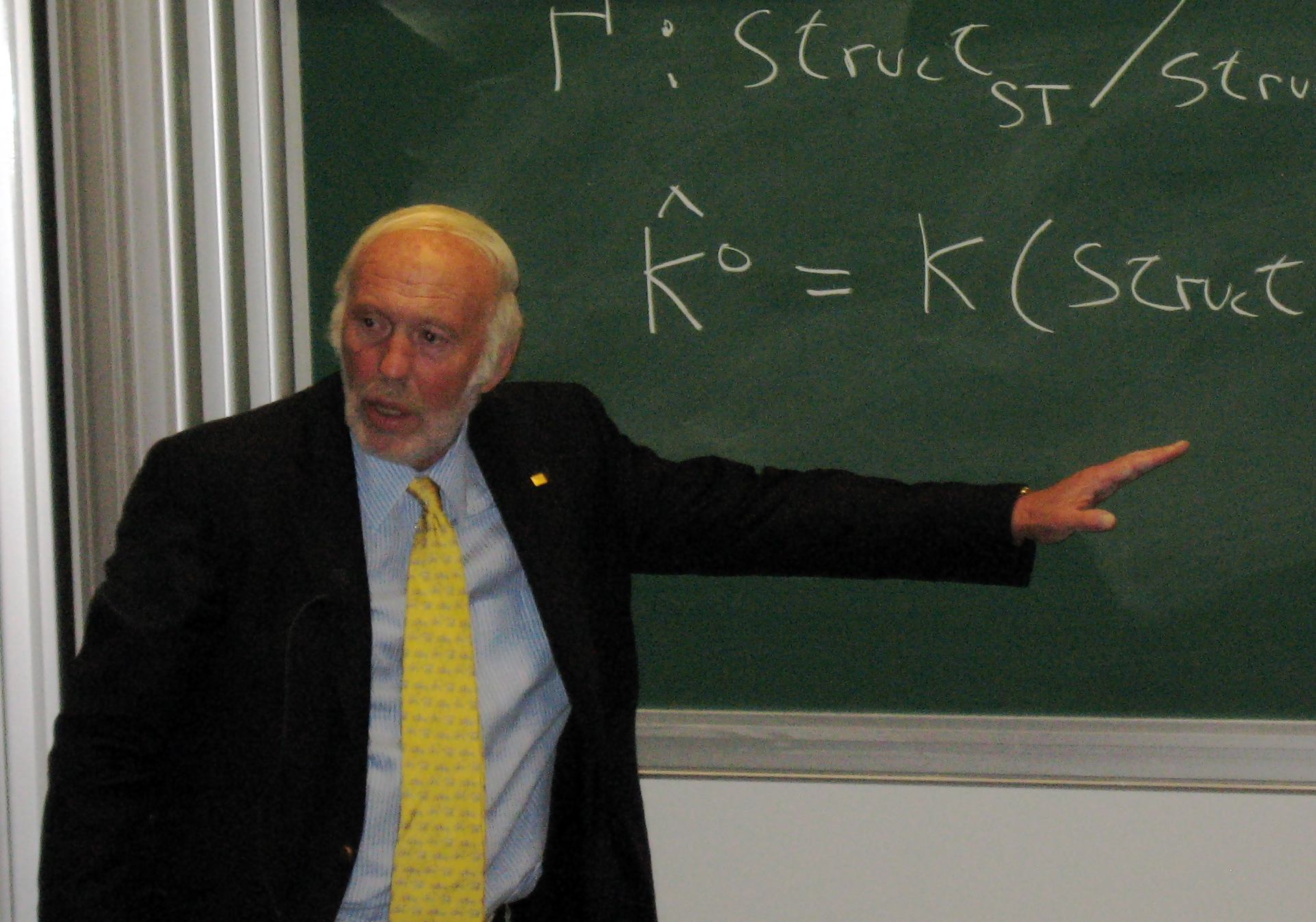
James Simons (1938–2024)

- Simons, Jan (1925–2006), kanadischer Sänger und Gesangspädagoge
- Simons, Jennifer (* 1953), surinamische Politikerin und Parlamentsvorsitzende
- Simons, Johan (* 1946), niederländischer Regisseur und Intendant
- Simons, John (* 1934), englischer Chemiker
- Simons, Jozef (* 1952), belgischer Radrennfahrer
- Simons, Judikje (1904–1943), niederländische Turnerin
- Simons, Julius (1887–1944), letzter amtierender Rabbiner in Deutz
- Simons, Kai (* 1938), finnischer Mediziner und Biochemiker
- Simons, Lao Genevra (1870–1949), US-amerikanische Mathematikerin und Mathematikhistorikerin
- Simons, Laurent (* 2009), belgisch-niederländischer Student
- Simons, Len-Barry, südafrikanischer Schauspieler
- Simons, Lo (1910–1956), niederländischer Motorradrennfahrer
- Simons, Louis (1831–1905), deutscher Unternehmer
- Simons, Louis Alexander (1843–1908), deutscher Verwaltungsbeamter und Landrat
- Simons, Ludo (* 1939), belgischer Literaturwissenschaftler
- Simons, Ludwig (1803–1870), preußischer Jurist und Politiker
- Simons, Marijn (* 1982), niederländischer Violinist, Dirigent und Komponist
- Simons, Martin (* 1973), deutscher Schriftsteller
- Simons, Matt (* 1987), US-amerikanischer Singer-Songwriter
- Simons, May Wood (1876–1948), US-amerikanische Autorin, Übersetzerin, Lehrerin und Sozialistin
- Simons, Menno (1496–1561), niederländischer Theologe; Namensgeber der MennonitenMenno Simons (1496–1561)

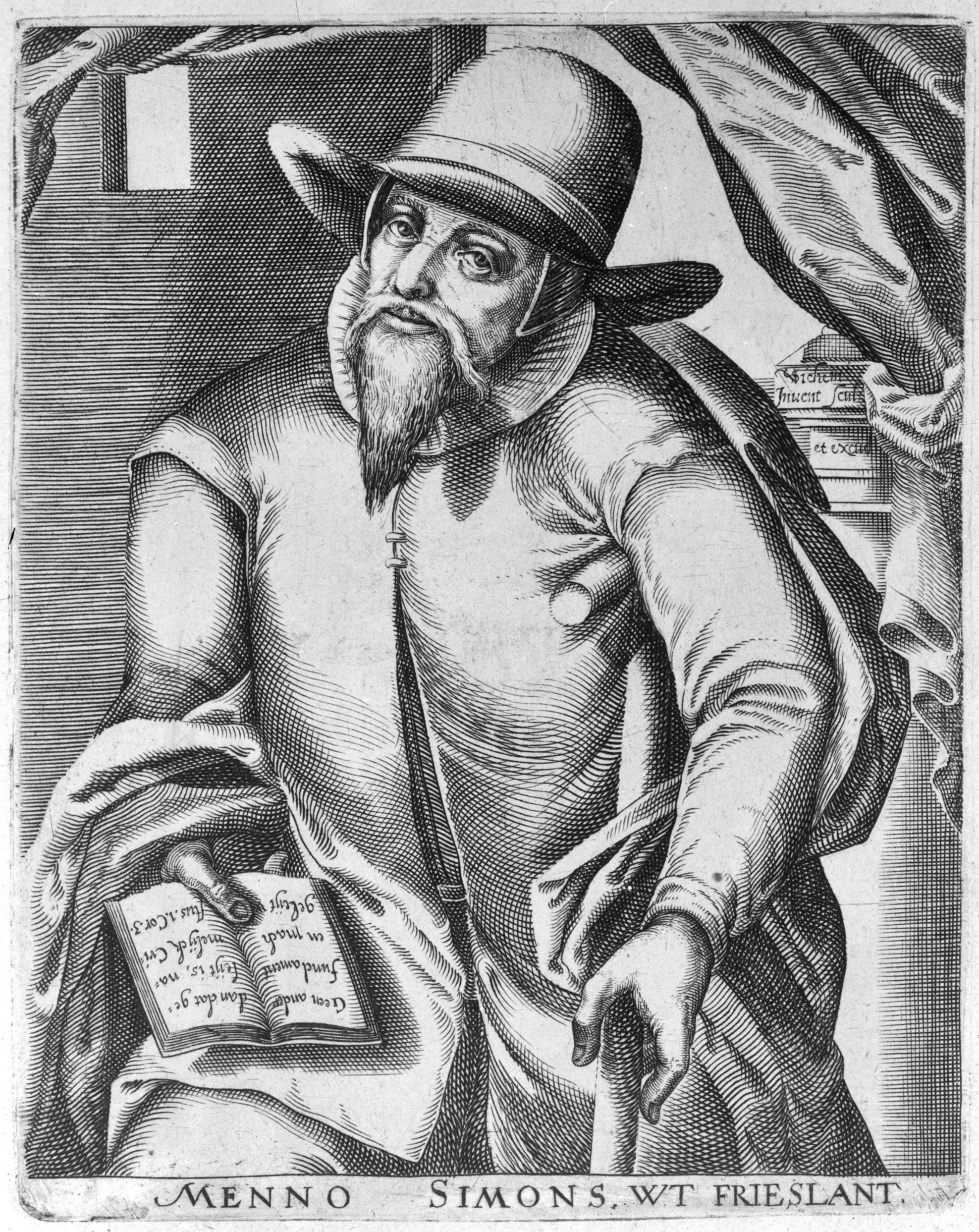
Menno Simons (1496–1561)

- Simons, Michael (1817–1895), deutscher Kaufmann, Unternehmer, Privatbankier und Mäzen
- Simons, Nancy (* 1938), US-amerikanische Schwimmerin
- Simons, Netty (1913–1994), US-amerikanische Komponistin
- Simons, Olaf (* 1961), deutscher Historiker
- Simons, Paullina (* 1963), US-amerikanische Schriftstellerin
- Simons, Peter (1877–1956), deutscher Lehrer und Heimatforscher
- Simons, Raf (* 1968), belgischer Modeschöpfer und Designer
- Simons, Rainer (1869–1934), deutscher Opernsänger (Bariton), Opernregisseur, Theaterleiter und Gesangspädagoge
- Simons, Ray (1913–2004), südafrikanische Politikerin
- Simons, Regillio (* 1973), niederländischer Fußballspieler und -trainer
- Simons, Rita (* 1977), britische Schauspielerin, Sängerin und Model
- Simons, Samuel (1792–1847), US-amerikanischer Politiker
- Simons, Simone (* 1985), niederländische Metal-Sängerin
- Simons, Sylvana (* 1971), niederländische Politikerin (BIJ1) und Schauspielerin
- Simons, Theodor (1813–1863), deutscher Architekt sowie Vorsitzender des VDI
- Simons, Timmy (* 1976), belgischer Fußballspieler
- Simons, Timothy (* 1978), US-amerikanischer Schauspieler
- Simons, Walter (1861–1937), deutscher Jurist und Politiker
- Simons, Winand (1779–1856), deutscher Unternehmer und Stadtrat von Elberfeld
- Simons, Xavi (* 2003), niederländischer FußballspielerXavi Simons (* 2003)

Xavi Simons (* 2003)

- Simons, Xavier (* 2003), englischer Fußballspieler
- Simons-de Ridder, Alexandra (* 1963), deutsche Dressurreiterin
- Simons-Köhler, Friedrich Wilhelm (1802–1856), deutscher Unternehmer, Stadtverordneter und Handelskammerpräsident
- Simonsen, Allan (* 1952), dänischer Fußballspieler und -trainerAllan Simonsen (* 1952)

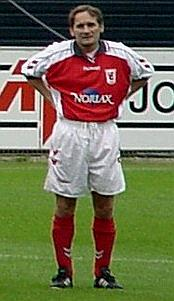
Allan Simonsen (* 1952)

- Simonsen, Allan (1978–2013), dänischer Automobilrennfahrer
- Simonsen, Andreas (* 1989), schwedischer Automobilrennfahrer
- Simonsen, Bengt (* 1958), schwedischer Geher
- Simonsen, Benny (* 1983), dänischer Automobilrennfahrer
- Simonsen, Christian Ole (* 2000), deutscher Handballspieler
- Simonsen, Elsa Maria (* 1984), färöische Fußballspielerin
- Simonsen, Fanny (1835–1896), australische Sängerin und Musikpädagogin
- Simonsen, Inge (* 1953), norwegischer Langstreckenläufer
- Simonsen, Jakob (* 1917), grönländischer Kaufmann und Landesrat
- Simonsen, Jan (1953–2019), norwegischer Politiker, Mitglied des Storting
- Simonsen, John (1884–1957), englischer Chemiker (Organische Chemie)
- Simonsen, Josva (1901–1981), grönländischer Landesrat
- Simonsen, Julius (1876–1943), deutscher Kaufmann, Fotograf und Verleger
- Simonsen, Kari (* 1937), norwegische Schauspielerin
- Simonsen, Lars (* 1963), dänischer Film- und Theaterschauspieler
- Simonsen, Lone (* 1959), dänische Epidemiologin
- Simonsen, Mariia (* 1954), grönländische Politikerin (Inuit Ataqatigiit) und Journalistin
- Simonsen, Melvin (1901–1996), norwegischer Pianist, Organist und Komponist
- Simonsen, Mikael (1882–1950), dänischer Ruderer
- Simonsen, Morten (1921–2002), dänischer Immunologe
- Simonsen, Nanna (* 1956), dänische Kochbuchautorin und Fernsehköchin
- Simonsen, Niels (1807–1885), dänischer Maler und Bildhauer
- Simonsen, Palle (1933–2014), dänischer Politiker (Det Konservative Folkeparti), Mitglied des Folketing
- Simonsen, Peder (* 1987), norwegischer Jazz- und Improvisationsmusiker (Tuba, electronics, drum machine)
- Simonsen, Renate (* 1958), deutsche Autorin
- Simonsen, Renée (* 1965), dänisches Fotomodell und Autorin
- Simonsen, Rob (* 1978), US-amerikanischer Film- und Fernsehkomponist
- Simonsen, Simon (1877–1925), grönländischer Landesrat
- Simonsen, Simon (* 1961), grönländischer Politiker (Siumut), Lehrer und ehemaliger Fußballspieler, -trainer und Skilangläufer
- Simonsen, Steve (* 1979), englischer Fußballspieler
- Simonsen, Thorkild (* 1926), dänischer sozialdemokratischer Politiker
- Simonsfeld, Henry (1852–1913), deutscher Historiker
- Simonsohn, Berthold (1912–1978), deutscher Jurist und Hochschullehrer in Frankfurt am Main
- Simonsohn, Shlomo (1923–2019), israelischer Historiker
- Simonsohn, Sören (* 1961), deutscher Basketballspieler, -trainer und -funktionär
- Simonsohn, Trude (1921–2022), deutsche Holocaustüberlebende und Sozialarbeiterin
- Simonson, Albert (1854–1942), deutscher Reichsgerichtsrat
- Simonson, David (1831–1896), deutscher Maler
- Simonson, Eric (* 1960), US-amerikanischer Regisseur
- Simonson, Ernst (1898–1974), deutsch-amerikanischer Physiologe
- Simonson, Louise (* 1946), US-amerikanische Comicautorin und Redakteurin
- Simonson, Martin (* 1973), schwedischer Anglist
- Simonson, Otto (1829–1914), deutscher Architekt
- Simonson, Walt (* 1946), US-amerikanischer Comicautor und -zeichner
- Simonson-Castelli, Ernst Oskar (1864–1929), deutscher Maler
- Simonsson, Agne (1935–2020), schwedischer Fußballspieler
- Simonsson, Fred (* 1994), schwedischer Tennisspieler
- Simonsson, Hans (* 1962), schwedischer Tennisspieler
- Simonsson, Karl (1919–1992), schwedischer Fußballspieler

#### Simont
- Simonton, Charles Bryson (1838–1911), US-amerikanischer Politiker
- Simonton, O. Carl (1942–2009), US-amerikanischer Radiologe und Onkologe
- Simonton, Reid (* 1973), kanadischer Eishockeyspieler
- Simonton, Richard (1915–1979), US-amerikanischer Unternehmer
- Simonton, William (1788–1846), US-amerikanischer Politiker

#### Simony
- Simony, Carl Frederik Bistrup (1909–1983), dänischer Jurist, Beamter und Landsfoged von Grönland
- Simony, Christian (1881–1961), dänischer Kaufmann, Beamter und kommissarischer Inspektor in Grönland
- Simony, Friedrich (1813–1896), österreichischer Geograph, Natur- und Alpenforscher
- Simony, Leopold (1859–1929), österreichischer Architekt
- Simony, Oskar (1852–1915), österreichischer Mathematiker und Physiker
- Simonyi de Simony et Vársány, Moriz (1816–1882), österreichischer Feldmarschalleutnant
- Simonyi, André (1914–2002), französischer Fußballspieler
- Simonyi, Charles (* 1948), ungarisch-amerikanischer InformatikerCharles Simonyi (* 1948)

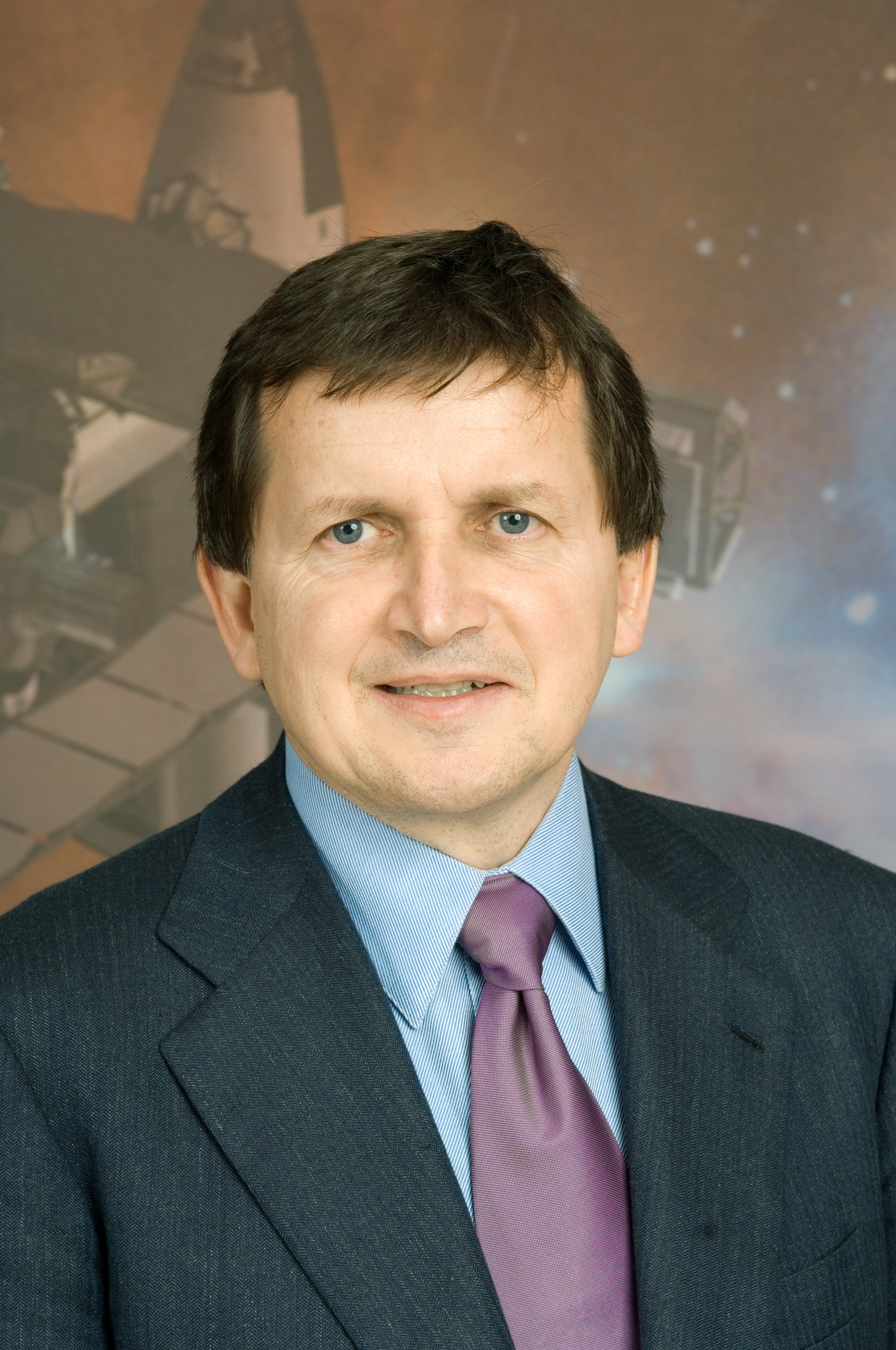
Charles Simonyi (* 1948)

- Simonyi, Emö (* 1943), ungarisch-deutsche Malerin
- Simonyi, Iván (1838–1904), ungarischer Politiker und Schriftsteller
- Simonyi, Károly (1916–2001), ungarischer Physiker
- Simonyi, Lajos (1824–1894), ungarischer Politiker, Offizier und Minister für Ackerbau, Gewerbe und Handel
- Simonyi-Semadam, Sándor (1864–1946), ungarischer Rechtsanwalt, Politiker und Bankier
- Šimonytė, Ingrida (* 1974), litauische Politikerin, Finanzministerin und Ökonomin

### Simop
- Simopoulos, Nana (* 1958), US-amerikanische Sängerin, Gitarristin und Songwriterin

### Simor
- Simor, János (1813–1891), ungarischer Geistlicher, Kardinal und Erzbischof

### Simos
- Simos, antiker Toreut
- Simos aus Thessalien, griechischer Politiker (Larisa)
- Simosis, Ioannis (* 1991), griechisch-australischer Fußballspieler

### Simot
- Šimotová, Adriena (1928–2014), tschechische Malerin, Grafikerin, Illustratorin und Installationskünstlerin
- Simotta, Daphne-Ariane (* 1947), österreichische Juristin und Hochschullehrerin
- Simotwo, Charles Cheboi (* 1995), kenianischer Mittelstreckenläufer

### Simou
- Simoutre, Nicolas Eugène (1834–1908), französischer Geigenbauer

### Simov
- Šimová, Lucia (* 1990), slowakische Biathletin
- Simović, Dušan (1882–1962), jugoslawischer Armeegeneral und Politiker
- Simović, Nebojša (* 1993), montenegrinischer Handballspieler
- Simović, Robin (* 1991), schwedischer Fußballspieler
- Simović, Vladimir (* 1973), deutscher Sachbuchautor
- Simović, Zoran (* 1954), jugoslawischer Fußballspieler
- Simovich, Sandra (* 1974), rumänisch-israelische Diplomatin, Generalkonsulin Israels in München

### Simow
- Simow, Genadi (* 1907), bulgarischer Radrennfahrer
- Simowitsch, Jan (* 1980), deutscher Pianist und KomponistJan Simowitsch (* 1980)

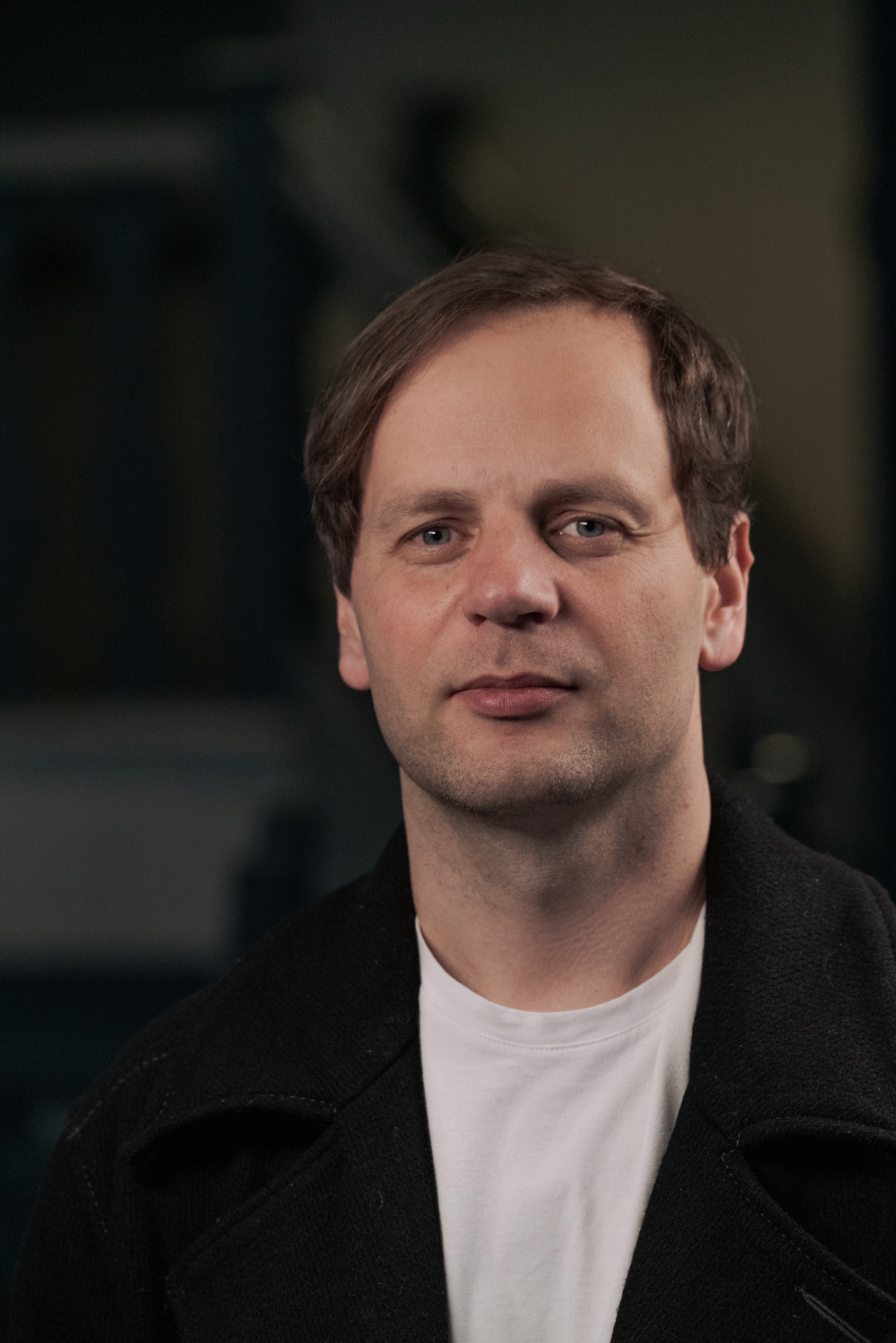
Jan Simowitsch (* 1980)

- Simowitsch, Janka (* 1987), deutsche Pianistin